# نوميديا
نوميديا (202 قبل الميلاد - 46 قبل الميلاد)، هي مملكة أمازيغية قديمة شملت أجزاء من الجزائر وتونس وليبيا، وجزءٍ في أقصى شرق المغرب حتى وادي ملوية. تم تقسيم النظام السياسي في الأصل بين الماسيل في الشرق والماسيسيل في الغرب، خلال الحرب البونيقية الثانية (218-201 قبل الميلاد)، ماسينيسا، ملك ماسيليا، هزم سيفاكس الماسيسيلي لتوحيد نوميديا في مملكة واحدة، بدأت المملكة كدولة ذات سيادة ثم تحولت إلى مقاطعة رومانية تارة. تحدها مملكة موريطنية من الغرب، وقرطاج ثم مقاطعة أفريكا الرومانية (تونس الحالية) من الشرق، والبحر الأبيض المتوسط شمالا، والصحراء الكبرى جنوبا، وتعتبر واحدة من أولى الدول الكبرى في تاريخ الجزائر. ذكرها المؤرخ بلينيوس الأكبر في كتاباته، والجغرافي اليوناني بطليموس في الجغرافية (بطليموس)، كما وجدت في دليل سترابو وخريطة اُنطونيوس، وهي خريطة للطّرقات الرّومانيّة التي تُنسب إلى الإمبراطور ثيودوسيوس الأول، وأشتهرت بأنها مسقط رأس القديس أوغسطين الذي عاش بين 350 و 430 ميلادي والذي وضع فلسفة مسيحية أثرت في الفكر المسيحي الغربي حتى أزمنتنا الحديثة، وتتميز بخصوبة أرضها وتنوّع فلاحتها وإنتاجها الزراعي الوفير وبمناطقها السقويّة الشاسعة والمتعدّدة. وهناك الكثير من الكتب للمؤرخين التي تتناول تاريخ مملكة نوميديا وتحديدا حول ماسينيسا على غرار تيتوس ليفيوس وديودور الصقلي وأبيان وبوليبيوس

## تأصيل

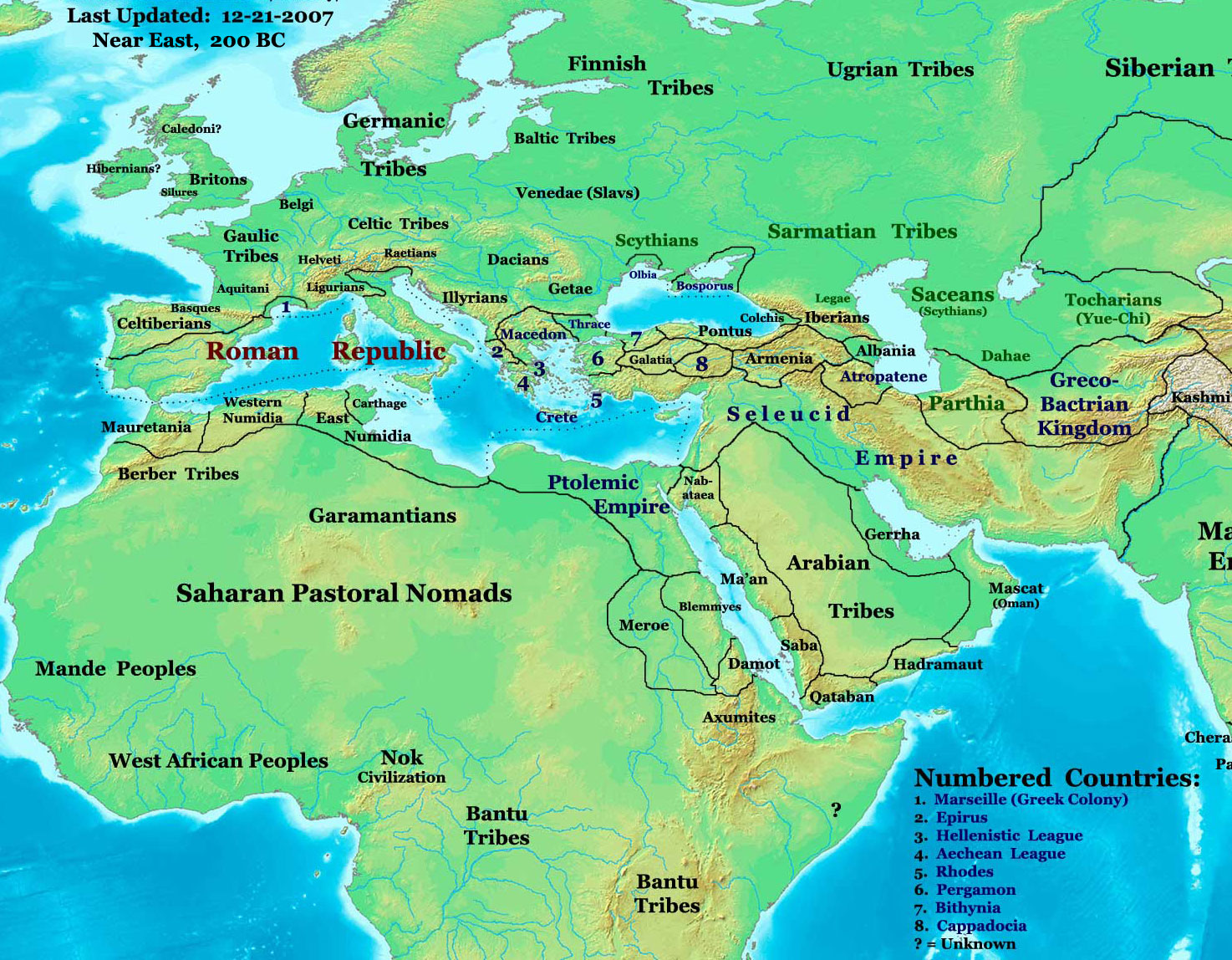
غرب العالم القديم في 200 قبل الميلاد، والتي تبين حدود الممالك النوميدية بعد الحرب البونيقية الثانية

أشار المؤرخون اليونانيون إلى هذه الشعوب باسم "Νομάδες" (أي Nomads) "رُحل"، والتي أصبحت من خلال التفسير اللاتيني "Numidae" نوميديون (ولكن أيضا استخدام الصحيح Nomades).
كان النوميديون يقطنون مناطق شاسعة بين إقليم قرطاج و"الموريين"، ولذلك فليس من المستغرب أن يكون النوميديون شكلوا مملكتين وقت أن تكونت الممالك التاريخية:
المملكة الماسيلية التي كانت تقوم في المناطق الأقرب إلى الإقليم القرطاجي وتمتد حتى منطقة سيرتا (قسنطينة حاليا)، وهي تتوافق تقريباً شرق بلاد البربر، و"مملكة ماسيسيليا" وهي أكثر اتساعاً إذ كانت تمتد على ما تبقى من القسم الشمالي من الجزائر الحالية؛ص107-108 أي أنها كانت تشغل وسط بلاد البربر. وقد رأينا كيف أبرز علم الآثار للفترة قبيل التاريخية الأساس المكين الذي قام عليه هذا التقسيم.
وتجيئنا بعض الكتابات ذات اللغتين الآثنية البونيقية واللاتينية الليبية التي تعود إلى محاربين في الجيش الروماني بالشكل اللاتيني للكلمة العرقية أو الصفة "نوميدا" (ومعناها النوميدي). ومن سوء الحظ أن الاسم الذي يوافقه في اللغتين الليبية والبونيقية يختلف عنه كثيراً؛ فهو في البونيقية وفي الليبية. وهذان اللفظان يُجعلان لأعراق أوضح وأبين، كالقبيلة والعشيرة، من الصفة العامة «نوميدي» التي ترد في النصوص اللاتينية. وعليه فليست لنا معرفة بالاسم الليبي ولا الاسم البونيقي الموافق لكلمة «نوميدا» اللاتينية. ومع ذلك فليس هنالك مسوغ للاعتقاد بأن هذه الكلمة كان مأتاها من الكلمة الإغريقية (Nomades ? الرحل). فلو كان الرومان أخذوا هذه الكلمة مباشرة عن الإغريق لكانوا أدخلوها في نظام الإعراب بالحروف من الصنف الثالث في اللغة اللاتينية. وإذا كان اللاتين قد سموا «نوميداي» الأقوام أنفسهم الذين أسماهم الإغريق «نوماد» بفعل جناس على الكلمة الأولى، فلأنهما معاً كانا يتبعان نموذجاً من شمال إفريقيا يبدو أنه كان نموذجاً بربرياً أكثر مما هو بونيقي. فنحن نعرف عدداً كبيراً من أسماء الأعلام الليبية تبتدئ بالحرفين (NM). ثم إن هنالك اليوم مجموعة فقيرة من الصيادين البدائيين في موريتانيا تحمل الاسم "نيمادي". وعلى الرغم من الاحتمال الكبير لأن يكون اسم النوميديين يعود إلى أصل بربري فسوف لا نأخذ بالتفسير القديم الذي جاء به "رين" في منتصف القرن التاسع عشر، فقد أراد أن يترجم هذه التسمية العرقية بالعبارة، ومعناها «بين الرّحل».
ومهما يكن من أمر فلا يمكن أن نعتد بالتفسير الذي جاء به سترابون، وقال فيه: «تمتد هذه البلاد من قرطاج إلى أعمدة هرقل، وهي تتسم عامة بالغنى والخصوبة، لكن بدأت تغزوها الحيوانات المتوحشة، كشأن كل المناطق الداخلية في ليبيا. وحتى لنحسب أن اسم «نوماد» (من «النوميديون» Nomides) الذي يحمله قسم من هؤلاء الأقوام إنما جاءهم من الحيوانات المفترسة أن صارت لا تترك لهم سبيلاً إلى الاشتغال بالزراعة». وقال كذلك: «وقد فضّل هؤلاء القوم أن يشتغلوا باللصوصية وقطع الطرق وتركوا الأرض للهوام والحيوانات المتوحشة، وآثروا حياة التيه والترحال تماماً كفعل الأقوام الذين أكرِهوا على هذا الأسلوب في العيش بالبؤس وقسوة المناخ».
وقد ميز هيرودوت بين الليبيين رحلاً (وهم ليسوا نوميديين بأي حال) وفلاحين (وهم يسكنون مناطق نعرف أن قطانها من النوميديين)، وهذا يثبت أن التسمية الإغريقية لم تأت بأي حال نتيجة لملاحظات عراقية لأساليب هؤلاء القوم في العيش. وعندما يتحدث هيرودوت عنهم فمن الواضح جداً أن لاأحد يفكر بأي حال أن يترجم ذلك الاسم ب «الليبيين النوميديين». وإنما كان التشابه الحاصل بين الكلمة الليبية والكلمة الإغريقية. هو دون شك ما دفع بالكتاب الإغريق في وقت لاحق، واللاتين من بعدهم، إلى أن يسعوا في تفسير الكلمة العرقية الليبية بحياة الترحال التي كانت تُنسب إلى هؤلاء الأقوام. وقد كان سترابون يعلم جيداً أن "الماسيليين" و "الماسيسيليين" كانوا يشتغلون بالفلاحة في أجود الأراضي، فهو يجهد كثيراً ليفسر تلك الحياة الترحلية المفترضة لهم بكثرة ما ضمت أراضيهم من حيوانات متوحشة. وسنلاحظ أن الحيوانات المتوحشة إنما تعيق من حياة الترحال والرعي أكثر مما تعيق من الزراعة.

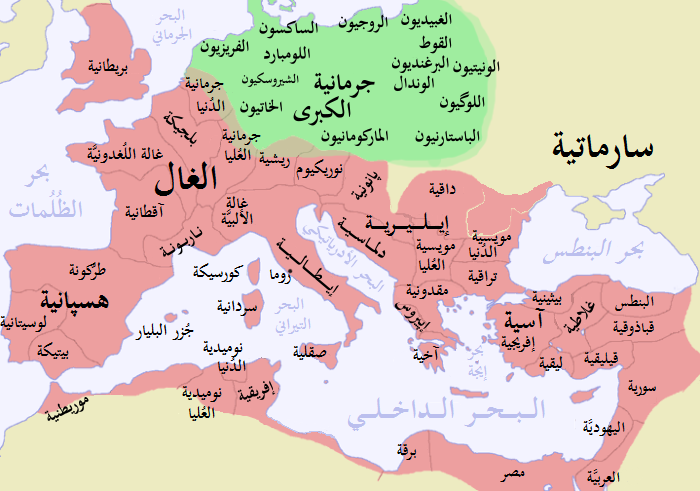
نوميديا في بدايات القرن الثاني الميلادي.

## تاريخ تأسيس نوميديا

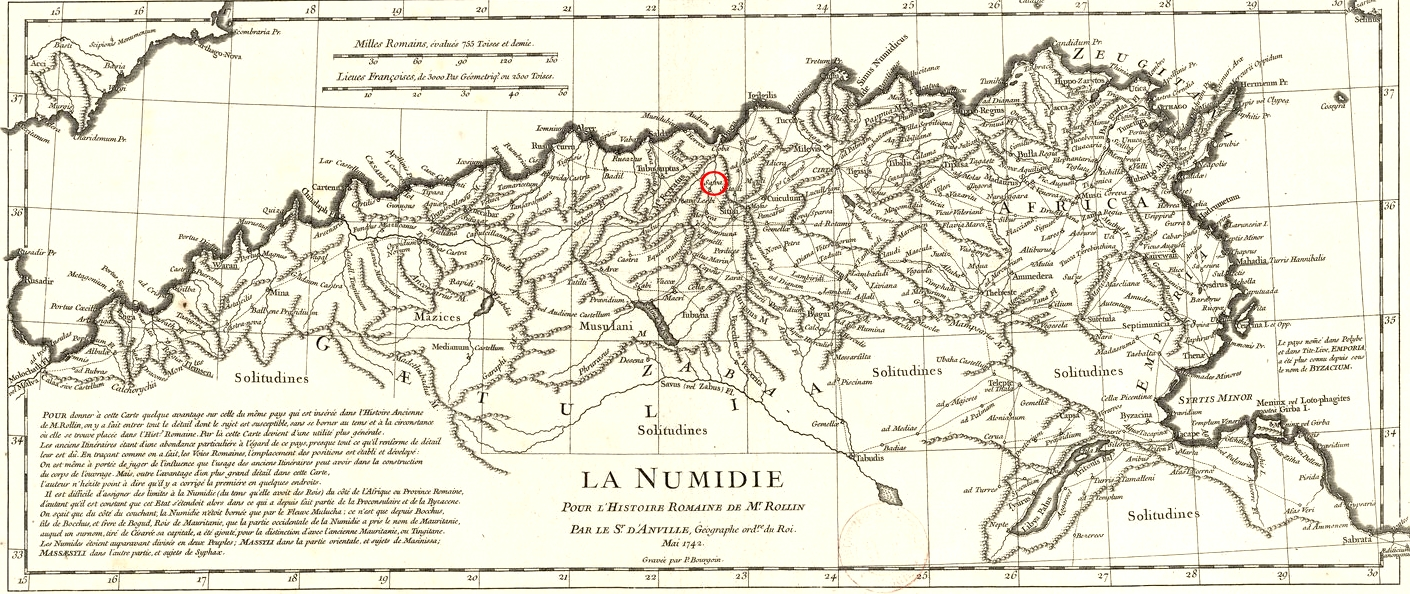
خريطة نوميدية في شمال أفريقيا

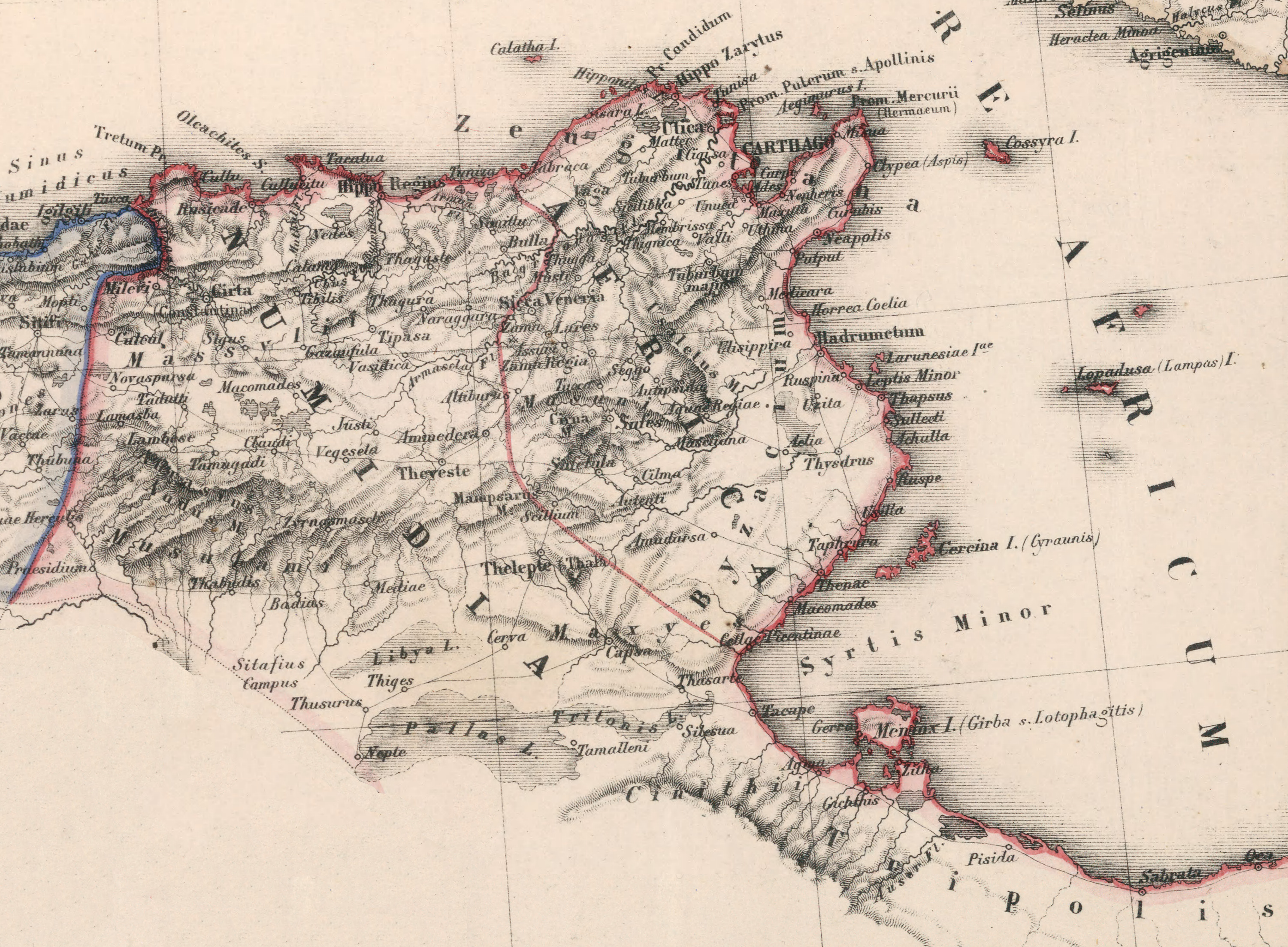
خريطة مفصلة لنوميديا الشرقية

تأسست سنة 202 ق.م بعد استرجاع ماسينيسا ابن الملك غايا لمملكة أبيه واستعادة مدينة سيرتا (قسنطينة حاليا) من الملك سيفاكس الذي استولى عليها فيما قبل سنة 205 ق.م مستغلا وفاة غايا وجعل سيرتا عاصمة له،ص37 وهناك الكثير من المصادر سواء الفرعونية أو اللاتينية أشارت إلى وجود ممالك في شمال أفريقيا قبل مملكة نوميديا منهم الماسيل التي كانت تقع في شرق الجزائر وتونس ومملكة ماسيسيليا التي شملت غرب الجزائر، وبحيث تروي بعض الروايات الأسطورية أن الأميرة الفينيقية أليسا المعروفة بديدو ابتسمت باغراء للملك النوميدي يارباس ليسمح لها بالإقامة في مملكته، وهو ما رواه المؤرخ اللاتيني "يوستينيوس" نقلا عن غيره، لكن البعض يعتبر أن هذه الروايات غير دقيقة.

## الطقوس الجنائزية

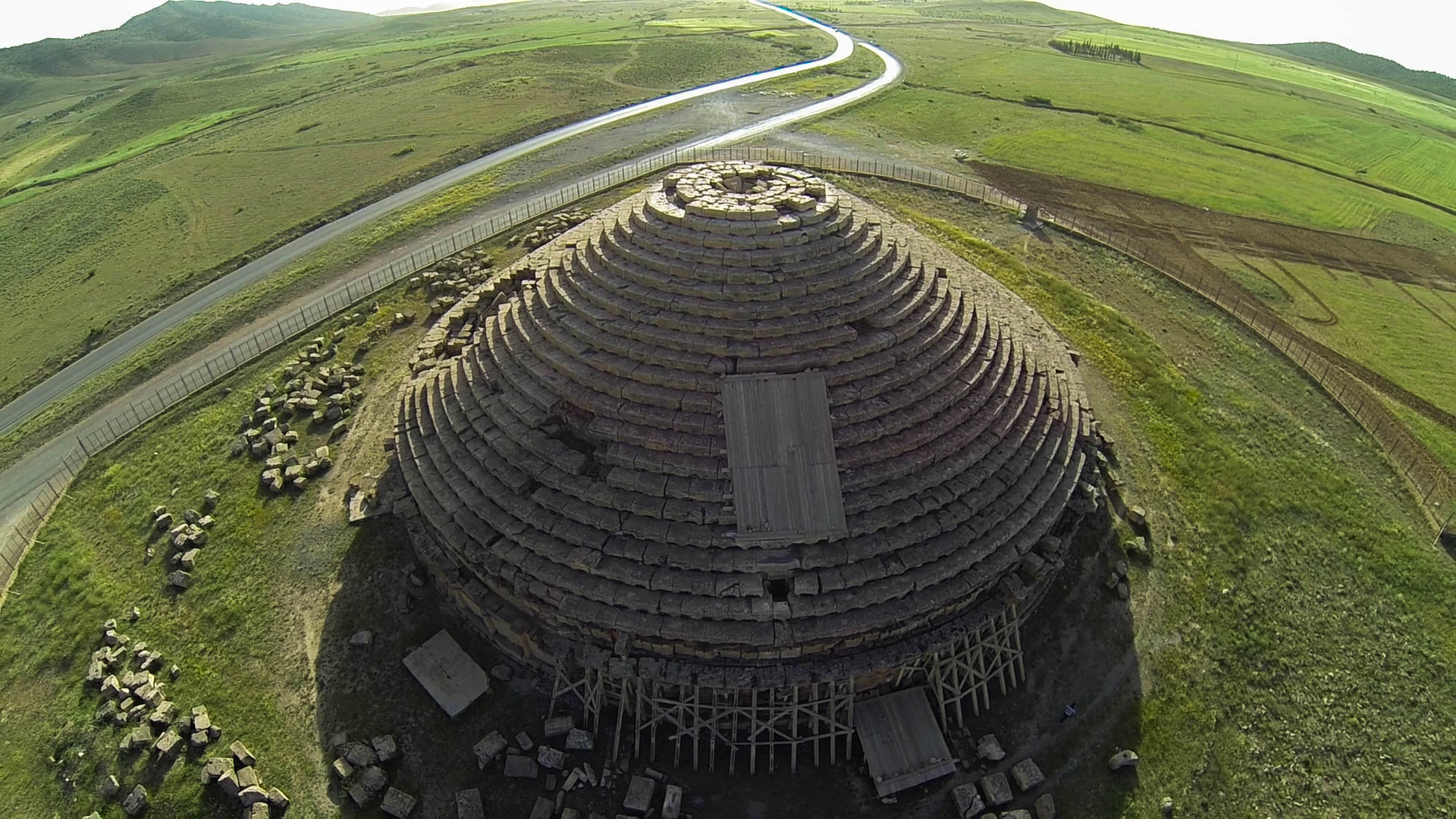
إيمدغاسن، الجزائر
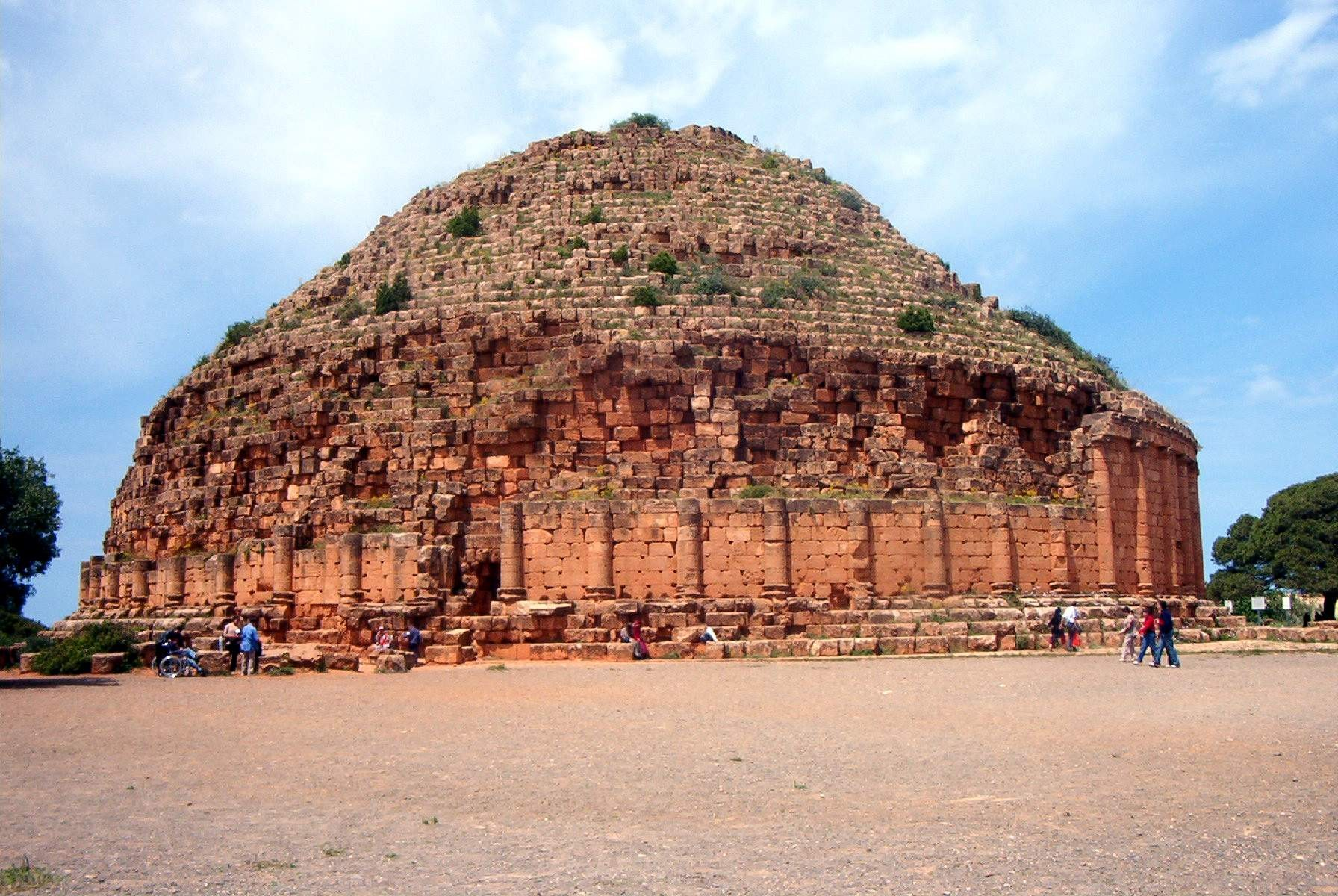
الضريح الملكي الموريتاني، الجزائر
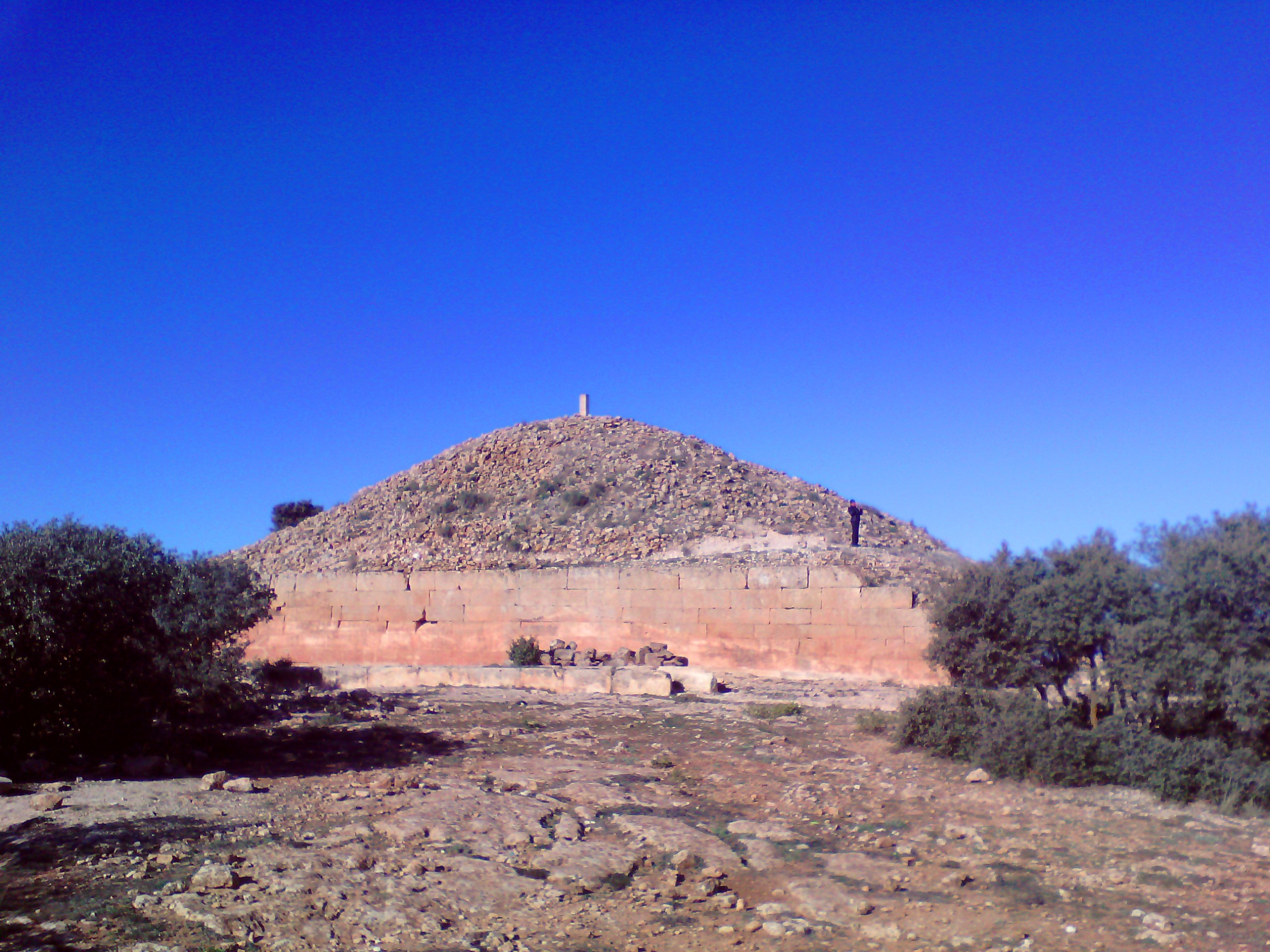
لجدار، الجزائر
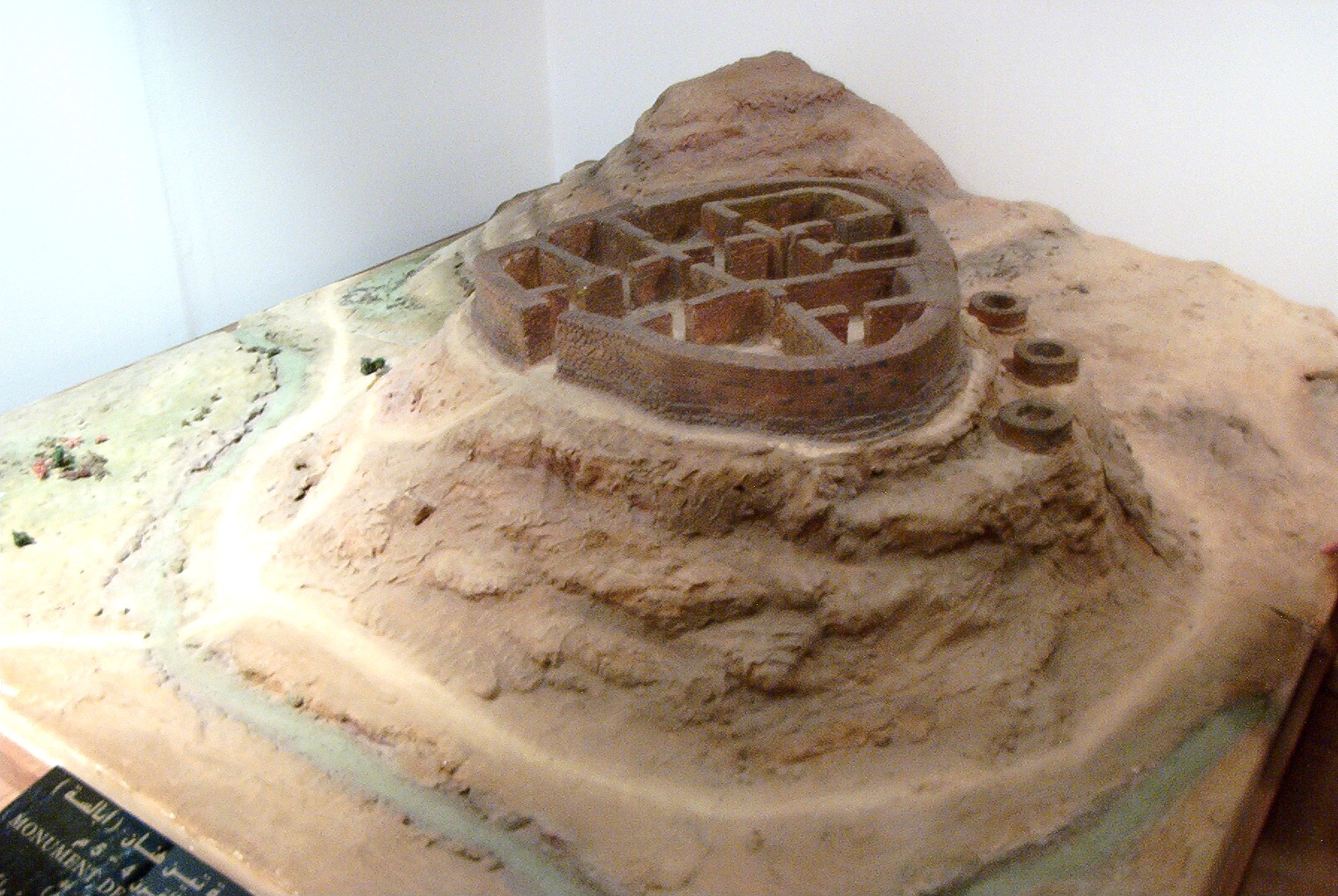
ضريح الملكة تينهنان، الجزائر
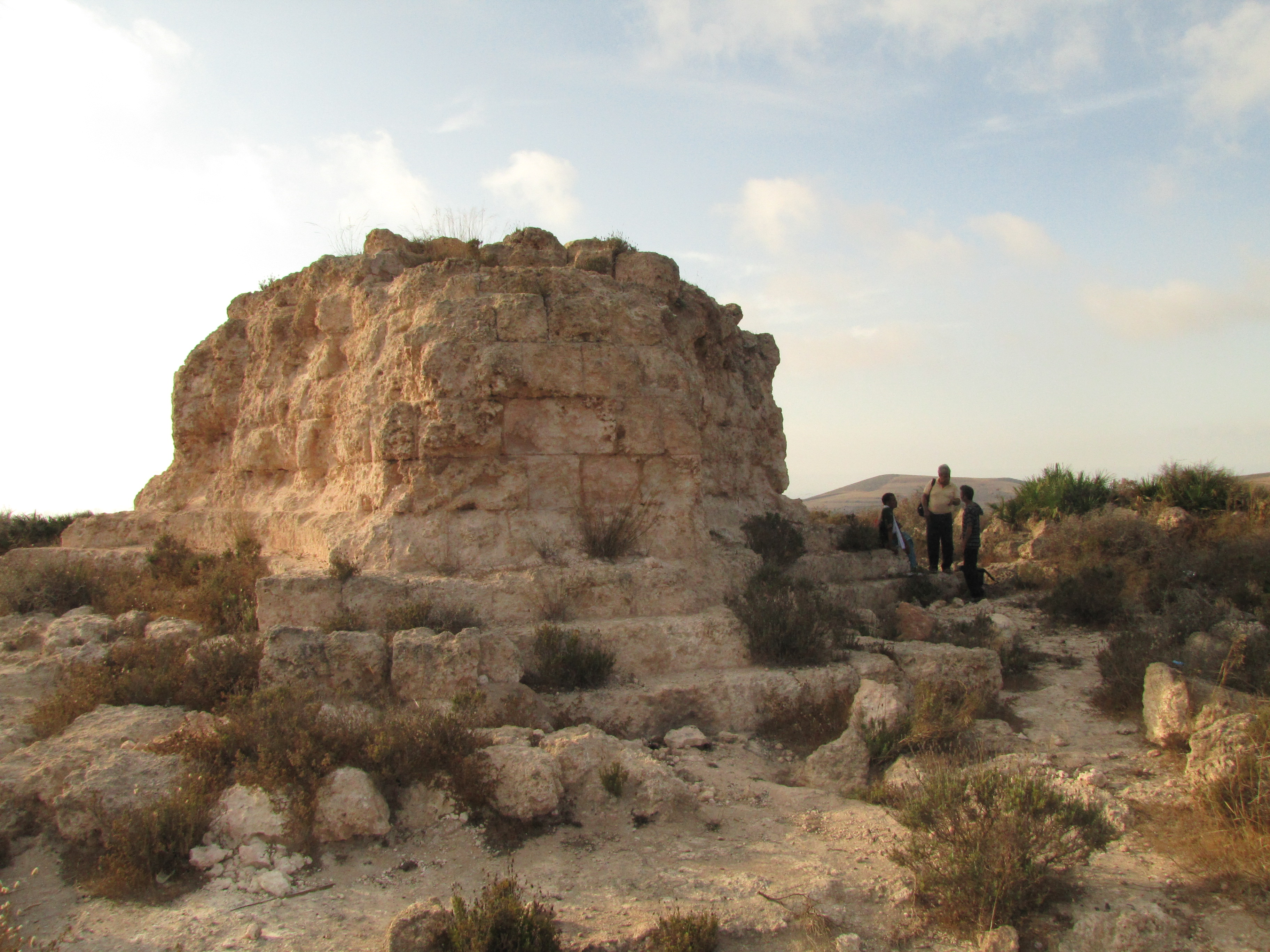
ضريح سيفاكس، سيقا، الجزائر
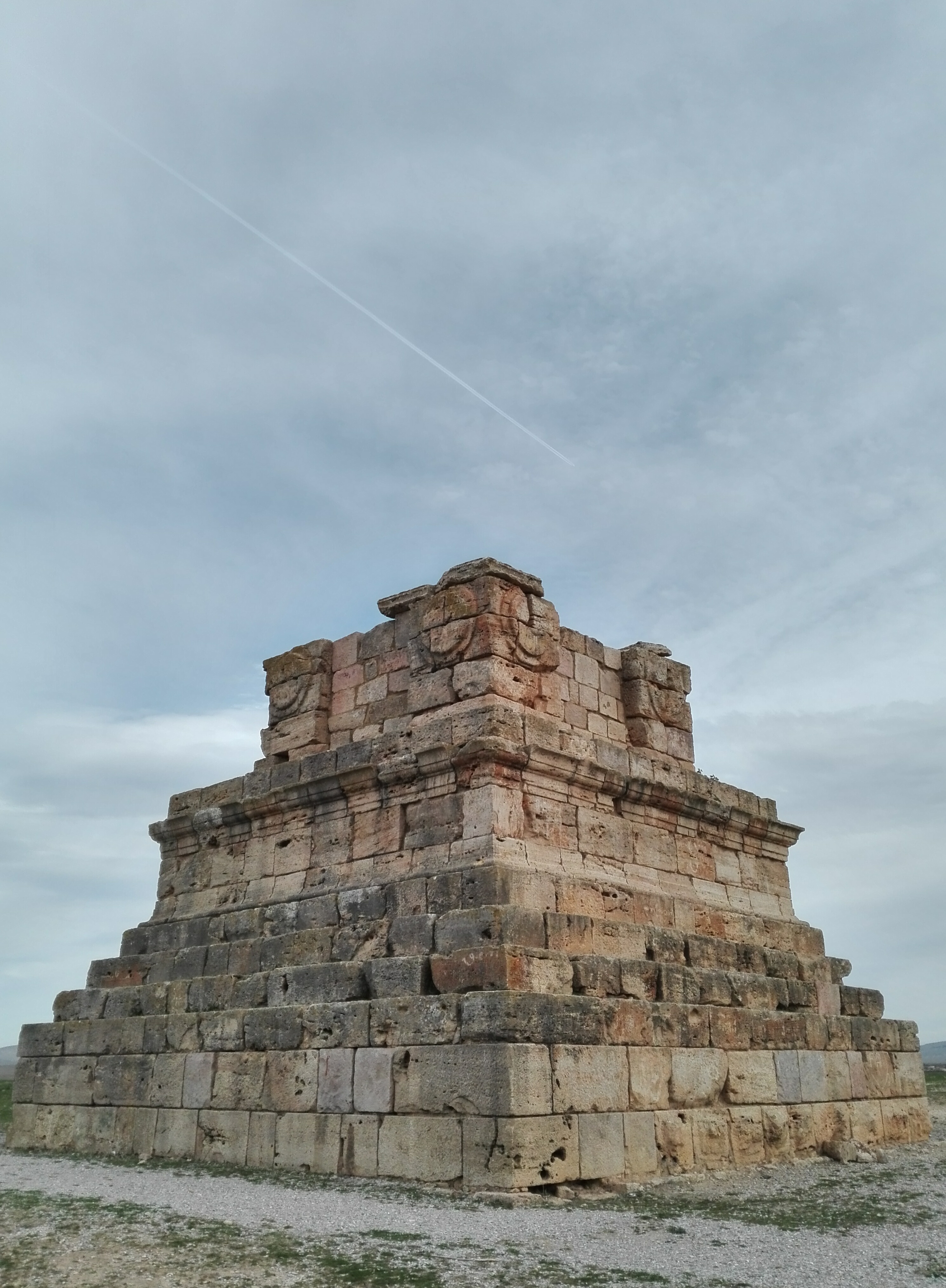
ضريح الملك ماسينيسا الحروب قسنطينة، الجزائر

كانت لهم طريقة مميزة في دفن الموتى، إذ كانوا يقومون في بعض الأحيان على نقل العظام منزوعة اللحم من مدفن إلى آخر أو إحراق الميت، ويتم وضع بعض الأسلحة والنقود في القبور.
وفيما يتعلق بالدفن تمثل القبور الدائرية نموذج المدافن الامازيغية (بازينا)، أما "الأثاث الجنائزي" فهو محدود، وسيضاف إلى هذا النموذج من المدافن نموذج آخر يسمى "حوانيت" وهي قبور محفورة في الصخر تختص بها نوميديا الشرقية إلى "وادي أمبساقا" (الواد الكبير).
يمثل ضريح إيمدغاسن نموذج عبادة جنائزية وهو معلم متفرد، ذو هندسة معمارية متطورة، يعود إلى القرن الثالث ق.م. كما يعتبر ضريح الملك ماسينيسا (الخروب) الذي أقامته الأسرة الملكية الماسيلية في القرن الثاني ق.م. وهو المعروف بقبر الملك ماسينيسا.

## المظاهر الحضارية في الدولة النوميدية

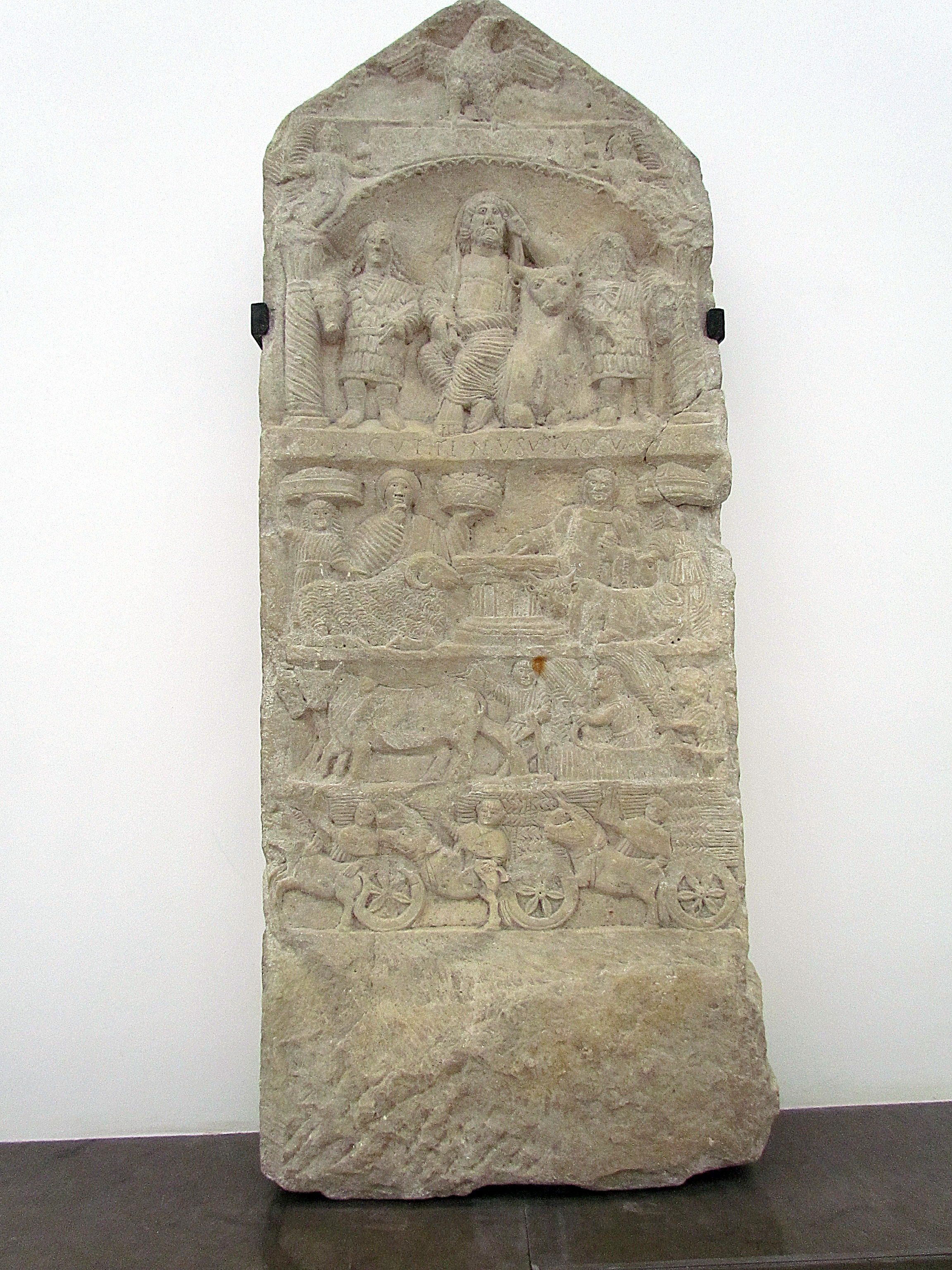
نقش نوميدي في متحف باردو

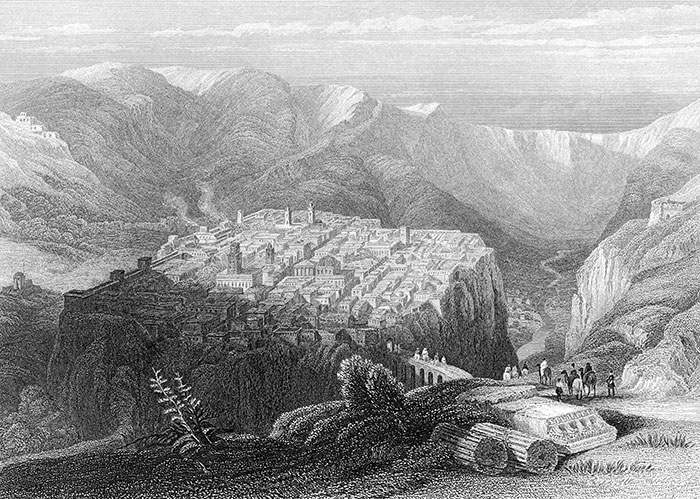
قسنطينة (سيرتا)

ساعد وجود الدولة النوميدية على ساحل البحر الابيض المتوسط وتنوع التضاريس ووجود الأعراق المختلفة والظواهر الفكرية المختلفة على خلق حضارة تجمع الشرق والغرب في إقليم البحر المتوسط، ومن المظاهر الحضارية في الدولة النوميدية، إذا كان البحث الأثري لم يكشف الغطاء بعد عن العمارة المدنية النوميدية فإنّ وجود عمارة جنائزية فخمة على غرار إيمدغاسن ولجدار تفترض وجود "عمارة مدنية" تضاهيها في الفخامة والأصالة، فالمدغاسن متطور عن شكل بدائي هو "البازينا" وهو أكثر أصالة أما صومعة لخروب فقد امتزجت بها عناصر معمارية إغريقية. يكشف الأثاث الجنائزي المكوّن أساسا من أواني خزفية، أشكالا من التعبير "الفني النوميدي" التي تقوم على تحكم في الهندسة، أما النصب فإنّ المتوفر منها سواء منها التي تعود إلى تاريخ متأخر أي إلى ما بعد فترات حكم الملوك الكبار فتظهر نمطا معينا من النحت وتقدم لنا صورة عن لباس عصرها.

## الدين

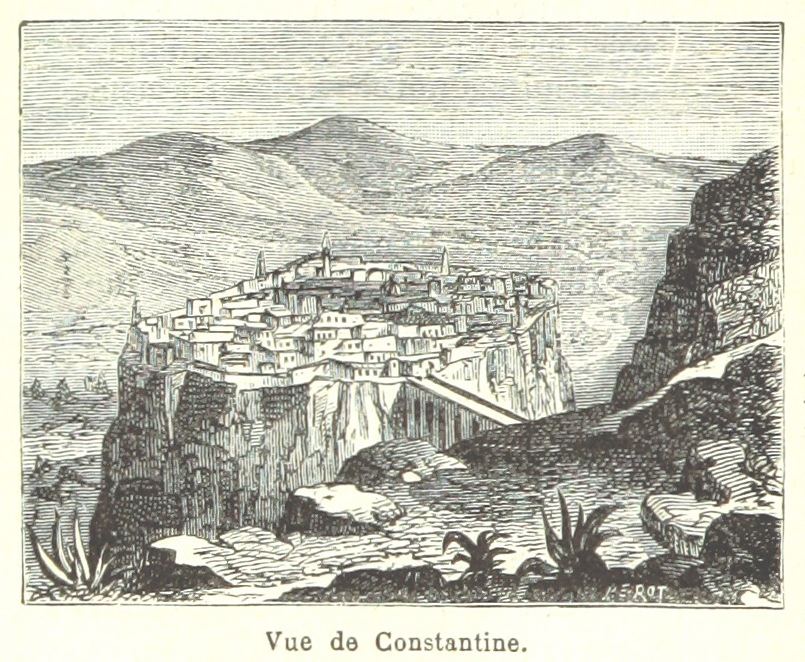
سيرتا سنة 1899

أدّى تنوع الأعراق والأجناس في الدولة النوميدية وقربه من الإمبراطورية اليونانية والرومانية والحضارات السامية إلى تنوع العبادات فيها وارتبطت أغلب عباداتهم بالقوى الطبيعة مثل: الكواكب وخاصة الشمس والحيوانات، ومن الآلهة التي عبدوها:
- الإله بليدير: الإله الأعظم في الدولة النوميدية.
- بعل حامون: سيد الشمس والعواصف والأمطار.

في هذا التوجه الفلاحي، أي في عالم نوميدي ريفي بالأساس، كان الارتباط بمعبودات فلكية (الشمس والقمر) لكن عالم الريف كان مرتبطا أكثر بآلهته الخاصة وبالأرواح المحلية، وهي التي سمّيت في وقت لاحق - خلال الفترة الرومانية - بالآلهة المورية (Dii mauri) ومع الانفتاح على العالم الإغريقي في عهد ماسينيسا وسياسته التوافقية مع أثينة وثقافتها على الخصوص انتشرت بين النوميد عبادة إلهتي الفلاحة: ديميتر وكوري (Déméter et Korè).

## المطبخ النوميدي
تأثرت تقاليد المطبخ النوميدي المبني على تقاليد يونانية قرطاجية قديما بالتقاليد الملكية ثم بالتقاليد الرومانية، وقد ساهم توسع المملكة النوميدية الهائل. ومن هذه الثقافات مواد وأدوات مطابخ الشعوب والمناطق التي حكموها في شمال أفريقيا. ومع هذا التوسع العسكري والتجاري، ازدهرت معظم قطاعات المملكة ومنها فن الطبخ.
ونقلا عن أعظم المؤرخين الرومان تيتوس ليفيوس، إذ إن هذه الانتصارات أدت إلى استيراد كثير من العادات، وانتشر البذخ في الولائم وبدأت عملية توظيف الملوك والحكام والطبقة الغنية للطباخين في قصورهم، وبدأ التمييز بين الفقراء والأغنياء في استخدام الأدوات المصنوعة من الفخار والمصنوعة من الفضة.
أما الخضراوات التي عرفها النوميد قديما فكانت تضم: الجزر الليلكي والأبيض، والخيار، والفجل، والخس، والبصل، والملفوف، والقرع، والثوم، والكرفس، والكالي، والقرنبيط الأخضر، والهليون، والكراث، واللفت، والشمندر، والبازلاء، والسلق، والخرشوف، والزيتون، والفول، والحمص، والترمس.
لقد دأب أهل النوميد على استخدام حليب الغنم والماعز للطبخ، وتركوا البقر للحراثة، ولم يذبح إلا في المناسبات الدينية. وكانت أكثر اللحوم التي اعتمدوا عليها هي لحوم الغنم والطيور والأرانب والأسماك، وخصوصا الدجاج والأوز والحمام والطاووس والتونة والسردين. وفضلا عن أن الطباخين كانوا يحافظون على تقليد السرية فيما يفعلون وكيفية تحضيرهم للطعام.
وكان السكان يتناولون أرغفة الخبز المصنوعة من حبوب قريبة من القمح مع الملح، وكان الأغنياء يتمتعون بتناول البيض والجبن والعسل إلى جانب الحليب والفاكهة. ولم يتم تناول الخبز المصنوع من القمح العادي إلا بعد نهاية الفترة الإمبريالية وبداية الفترة المسيحية. وكان يتم غطس الخبز في زيت الزيتون والجبن والعنب.
ويرجع تاريخ الكسكس إلى الفترة (202-148 قبل الميلاد)، حيث عُثِر على أواني طبخ تشبه تلك المستخدمة في تحضير الكسكسي في مقابر تعود إلى فترة الملك ماسينيسا (238 ق.م-148 ق.م). وتم مؤخرا العثور على حبة قمح يعود تاريخها إلى أكثر من 5 آلاف سنة خلال حفريات داخل مغارة تقع بين أقبو وآث حمزة في ولاية بجاية، ما يعني أن سكان بلاد الامازيغ يعتمدون كثيرا على الكسكسي.
كما سمحت عملية تنقيب وحفريات بمحافظة تيارت (غربي الجزائر) بالعثور على بعض الأواني، منها القدر المستعمل في تحضير الكسكس ويعود تاريخها إلى القرن التاسع، بحسب الخبراء.

## الصناعة في المملكة النوميدية

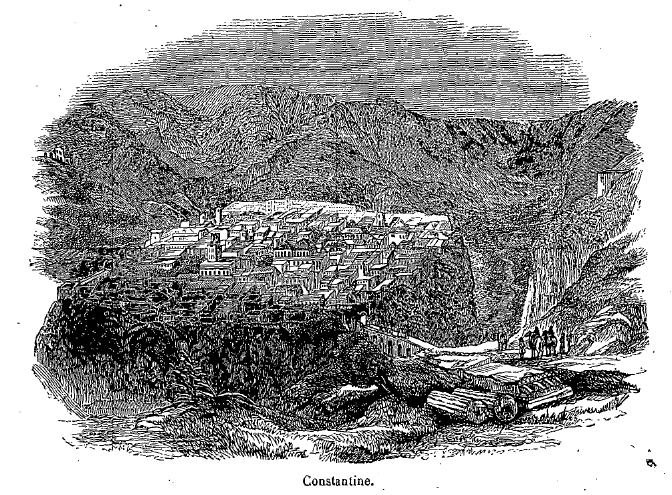
سيرتا عاصمة مملكة نوميديا

تعدّ منطقة شمال أفريقيا والدولة النوميدية من أكثر المناطق التي تحتوي على معادن وتنوع الموارد والثروات الحيوانية والنباتية، ممّا أثر على تطور الصناعات في الدولة النوميدية ومن أشهر الموارد الموجودة فيها:
النحاس: وجد في موريتانيا وتم إقامة عدد من المناجم فيه. الرصاص والحديد: تم إقامة عدد من المناجم في تونس والجزائر، ويشكّل الرصاص مساحة 8% من الجبال.
الذهب: يمثل ثروات العائلة الحاكمة وتم استخراجها من الصحراء الغربية ومنابع نهر النيجر، وبنيت عدد من المناجم.

## التجارة

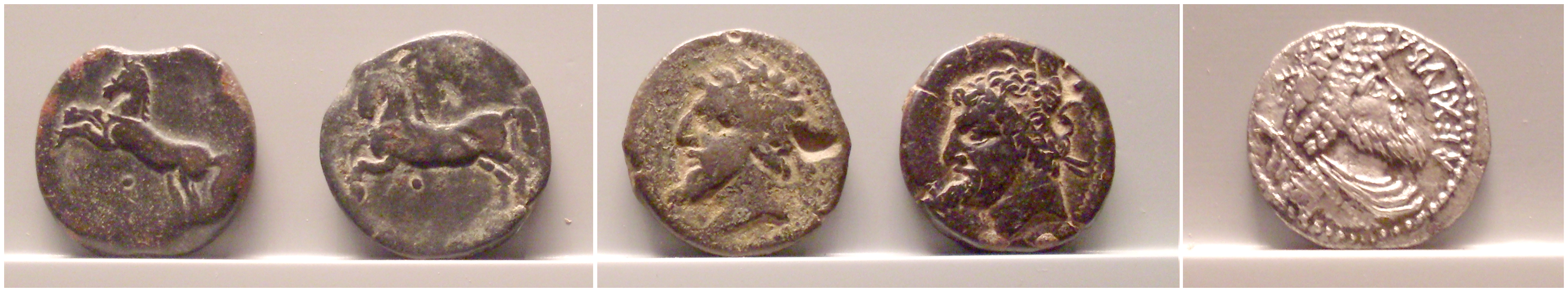
عملة نقدية لملوك نوميديا
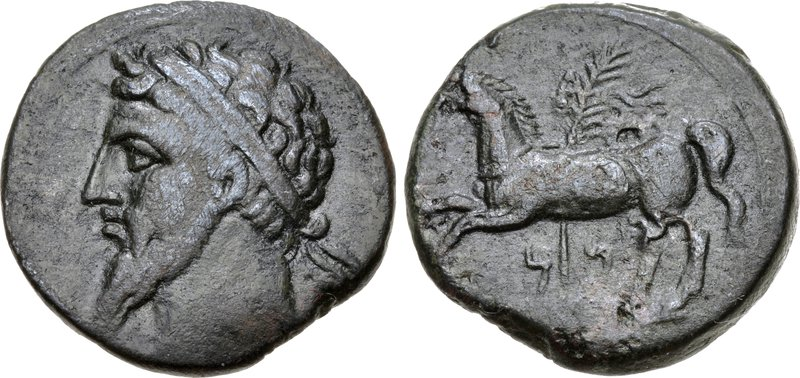
عملة نقدية نوميدية للملك ماسينيسا
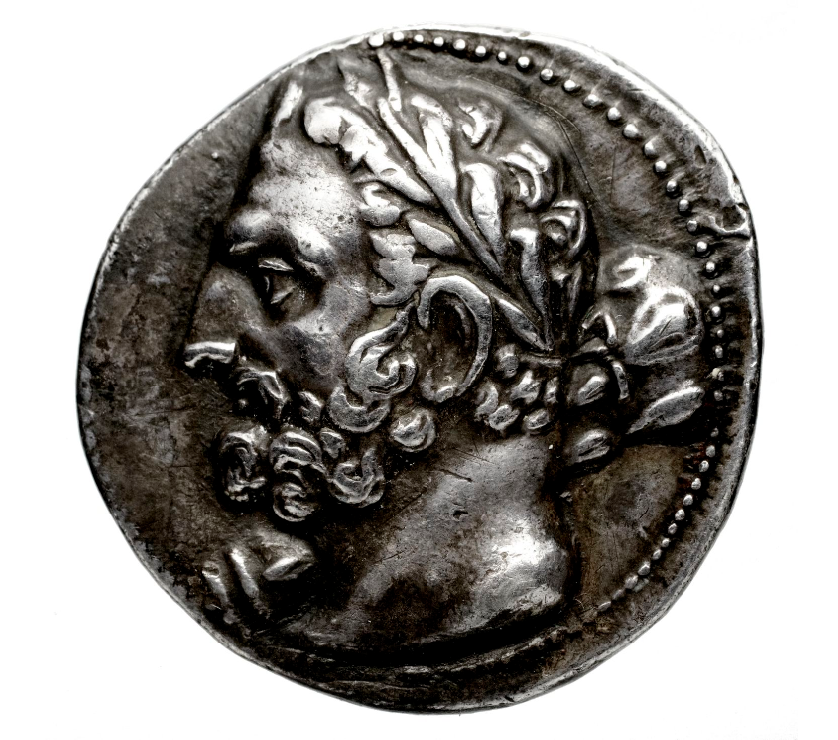
عملة نقدية للملك ميسيبسا
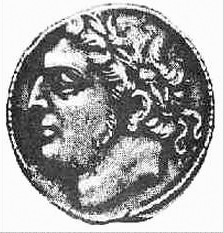
عملة نقدية يوغرطة
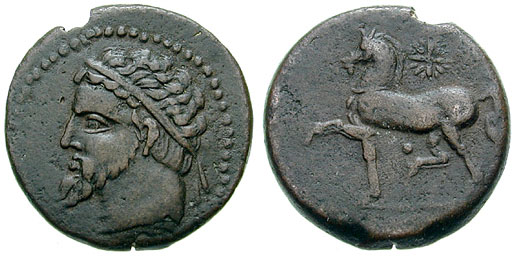
عملة نقدية عزربعل النوميدي
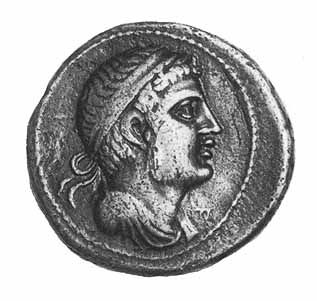
عملة نقدية للملك فيرمينا أبن صيفاكس
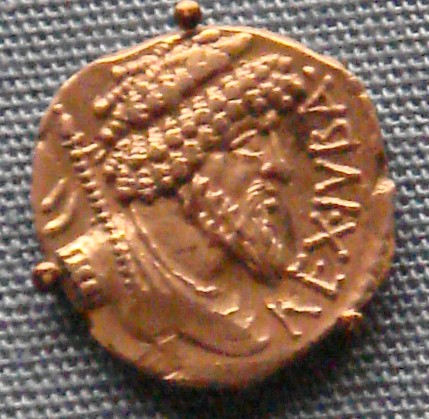
عملة نقدية لملك يوبا الأول
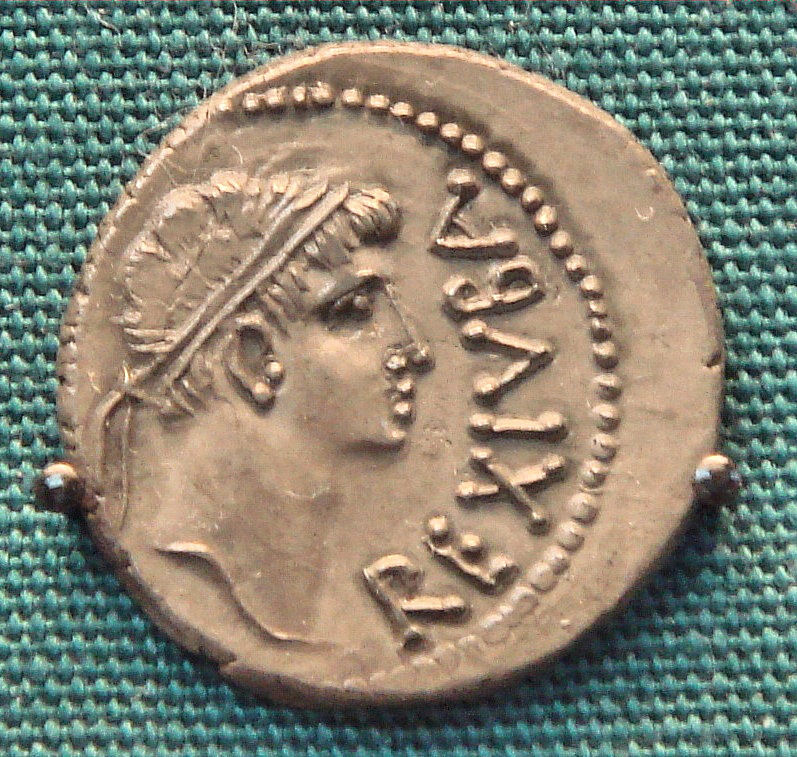
عملة نقدية تحمل صورة الملك النوميدي يوبا الثاني أبن يوبا الأول
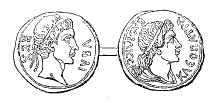
عملة ذهبية للملك يوبا الثاني وكليوبترا سيليني

ساعد وقوع أغلب مدن مملكة "نوميديا" على البحر الابيض المتوسط في انتشار مهنة التجارة في المدن الساحلية والداخلية في استيراد البضائع وتصديره وتم بناء عدد كبير من الأسواق القريبة من الميناء التي تجمع البضائع، وكان أغلب التعامل التجاري مع الدولة اليونانية والرومانية وإقامة علاقات تجارية مع إثيوبيا عبر الصحراء من مصر وليبيا
الحياة الاقتصادية تقوم أساسا على الفلاحة، وتكون قد ظهرت احتمالا منذ نهاية عصور ما قبل التاريخ، دلت على ذلك أدوات وكذلك آثار تعكس وجود نظام للزراعة وللسقي الزراعي (آثار تاسبنت (Tazbent) جنوب غربي تبسة). الزراعة النوميدية قديمة جدّا، لا تدين بشيء في أدواتها ومفرداتها وبذورها للفينيقيين الذين كانوا في اتصال مع السكان الأصليين، ويبدو أنّ الاقتصاد الزراعي كان مختلطا يتكون من زراعة محاصيل مختلفة ومن تربية الأغنام والأبقار.
ومع هذا وجدت حياة حضرية نوميدية حقيقية، في عصر مملكتي الماسيل والماسيسيل، يتضح ذلك في علاقاتها الخارجية وفي تجارتها، وأهم المدن الداخلية المعروفة: تيفست (تبسة) (Théveste)، كالمة (قالمة) (Calama)، مادور (مداوروش) (Madauros)، تاقورا تاورة (Thagura) سيقا قرب عين تموشنت (Siga)، تضاف إليها العاصمة سيرتا قسنطينة (Cirta).
أما المدن الساحلية فهي: هيبون ريجيوس (Hippo regius) عنابة وروسيكادا (Rusicade) (سكيكدة)، وصلدا (Saldae) (بجاية)، وايكوسيوم (Icosium) (الجزائر العاصمة)، وقونوقو (Gunugu) بالقرب من قورايا (شرشال). هذه المدن إما مستقلة ذاتيا أو أنّها كانت تدار تحت سلطة الملوك، وإلى جانب العاصمة سيرتا هناك مدن يقيم بها الملوك مثل هيبو ريجيوس وأخرى تشكل مقرا لدائرة جبائية مثل سيرتا وقالمة، وقد أدّى التطور الاقتصادي في المملكة النوميدية إلى تداول كبير للعملة.
بلغ الاقتصاد النقدي أوجه في عهد ماسينيسا ومكيبسا، يدل على ذلك الإصدارات العديدة في عهديهما، ويبدو أن المدن كذلك كانت لها عملتها الخاصة وهو مؤشر على تنامي دور المدن في اقتصاد وإدارة المملكة النوميدية، وكانت مدن سيرتا وهيبون وصلدا نموذجا للمدن التي أصدرت عملتها الخاصّة. الحبوب هي الإنتاج الزراعي الأساسي وأقدم محصول زراعي هو القمح وخاصة القمح الصلب الذي يأتي في الدرجة الأولى وكانت زراعته تمارَس في كلّ أنحاء البلاد، إلى جانب محاصيل أخرى كالشعير والحبوب الثانوية مثل السورغو، كما تمثل الزراعة الشجرية جزءا من النشاط الفلاحي، وتتمثل على الخصوص في بساتين الزيتون والنخيل والكروم إلى جانب شجر التين. تمثل تربية الأبقار من طرف الريفيين المستقرين والأغنام من طرف الرحّل النشاط الفلاحي الثاني من حيث الأهمية لدى النوميد، ويبدو أنّ إنتاج وتسويق القمح كان النشاط الرئيسي في نوميديا وخاصة في عهد ماسينيسا حيث كانت العائلة الملكية الماسيلية تتوفر على مزارع كبرى (Domaines) ليس فقط في تراب المملكة ولكن في إقليمي قرطاج والماسيسيل أيضا.
كانت الفلاحة وخاصة محصول القمح المزود الرئيسي للتجارة الخارجية النشطة، كما أن المدن الساحلية مكنت الملك ماسينيسا من تنمية قوته البحرية وكانت موانئها تؤمّن تصدير القمح باتجاه "رودس" وأثينة وديلوس في العالم الإغريقي كما وفرت المملكة الماسيلية للرومان أيضا وبكميات هامة طيلة القرن الثاني ق.م. على الخصوص.

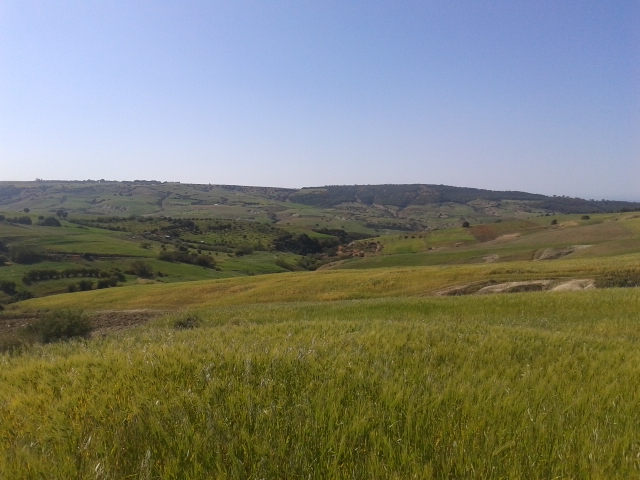
حقول القمح بالريف الجزائري

## اللغة النوميدية

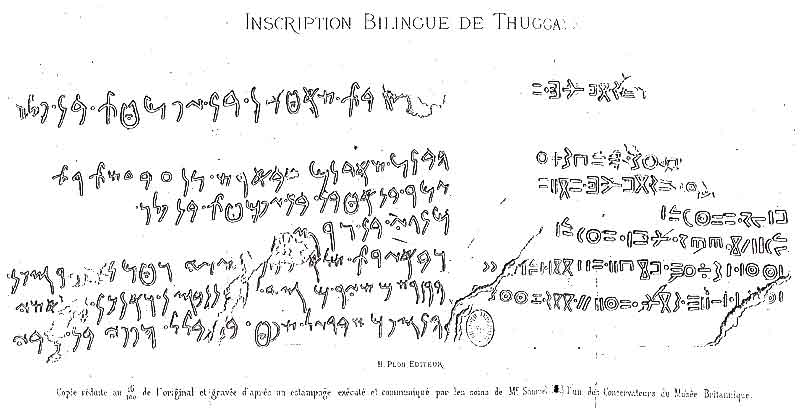
نقش ثنائي اللغة (بونيقي على اليسار ونوميدي على اليمين)، تمّ اكتشافه بموقع دُقَّة الأثري (تونس)
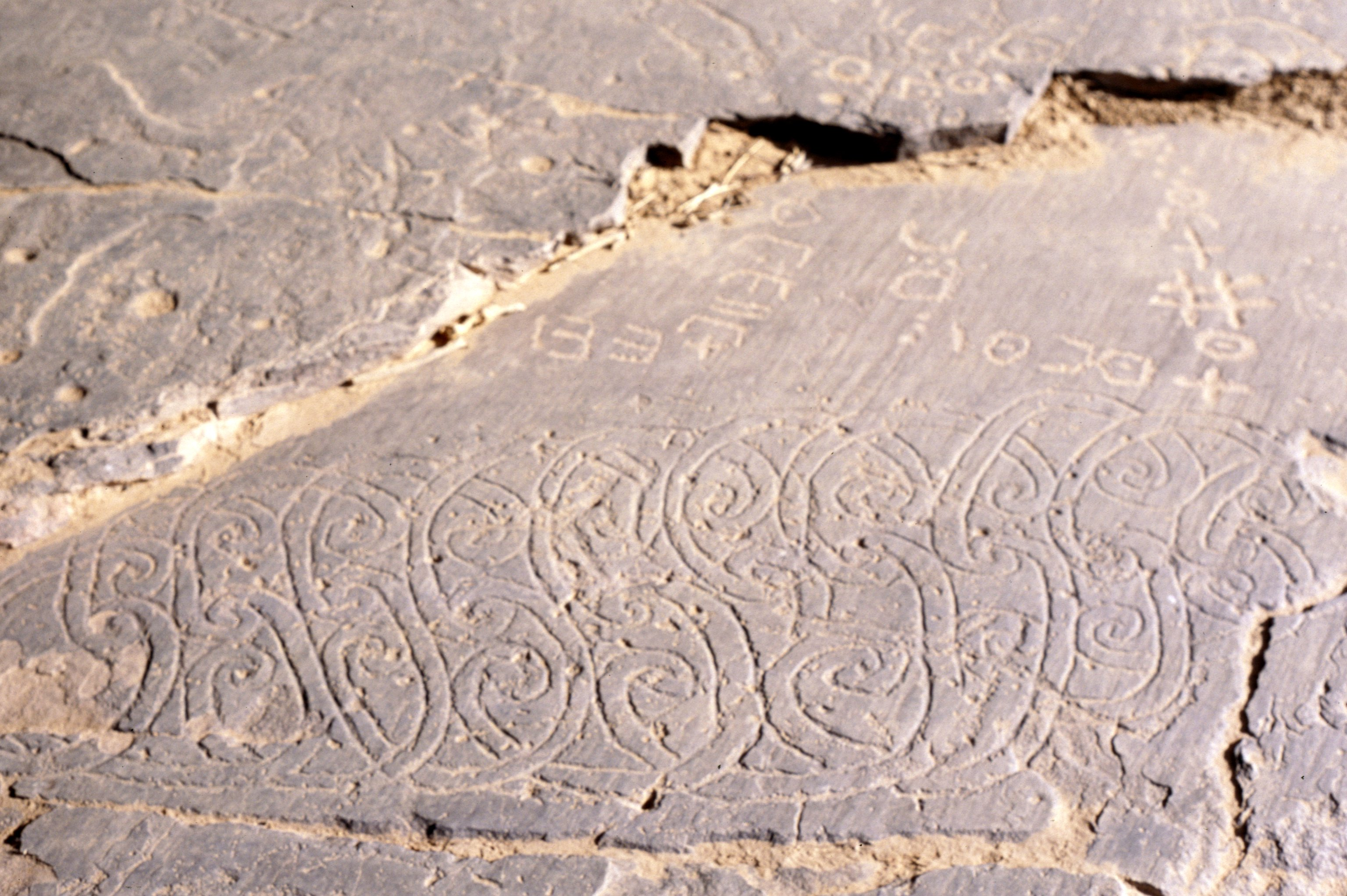
كتابات تيفيناغ من الفن الصخري بولاية تمنراست في الصحراء الجزائرية.

هذا العنصر هو الذي يميّز تفرّد العالم الأمازيغي ويبين خصوصيته إزاء المجموعات الثقافية المتوسطية الأخرى، وهو دون ريب عنصر اللغة المدعومة بالكتابة، إنها اللغة البونيقية، اللغة الأقدم قدم الناطقين بها.
وأبجديتها حتى وإن ظهر فيها بعض الشبه مع أبجديات لغات أخرى في التفاصيل فإنها تبقى متفردة، وكانت الكتابة الليبية معروفة منذ نشأة الممالك النوميدية وخاصة في القرن الثالث ق.م. وثمّة أمثلة من هذه الكتابة عبارة عن نقوش جنائزية، وتتميز بأشكالها الهندسية المستقيمة والمزواة.

## النظام الإداري
أخذت الدولة النوميدية في التطور من طبيعة منطقة قرطاج التي سكنوا فيها ووُجد عدد من الوظائف في الدولة النوميدية التي أسست عليها الدولة من بداية الدولة حتى نهايته في العاصمة سيرتا والمدن الباقية مثل:
- حاكم المدنية: كان في كل مدنية حاكمان، أمّا العاصمة فيوجد فيها 3 حكام، ويلقب الحاكم "بوملقارت".
- رئيس القرى: يسمى قاضيًا مهمّته أن ينظّم سير مجلس الشعب والمجلس الإداري.
- جامع الضرائب: من يحفظ كنوز الملك.
- الجيش قام الجيش النوميدي في البداية من وِحدة عسكريّة تمثّل كل وحدة قبيلة، وعندما جاء الملك ماسينيسا قام بتطوير الجيش وجعل له ميزانية خاصة وجعل الجيش حول القصر الملكي وفي العواصم الإدارية، ثم أقدم يوبا الأول على جعل الجيش على شكل ثكنات عسكرية وأدخل أشخاصًا لهم خبرة في مجال التدريب.
- الملوك ظهرت الحضارة النوميدية كقوة في شمال أفريقيا في القرن 3 ق.م ووجدت عدد من العوامل التي أدت لتطور الحضارة النوميدية مثل وجود ملوك أقوياء أثّروا على الدولة النوميدية والدول المحيطة.

## جامعة مادور (أول جامعة في أفريقيا)

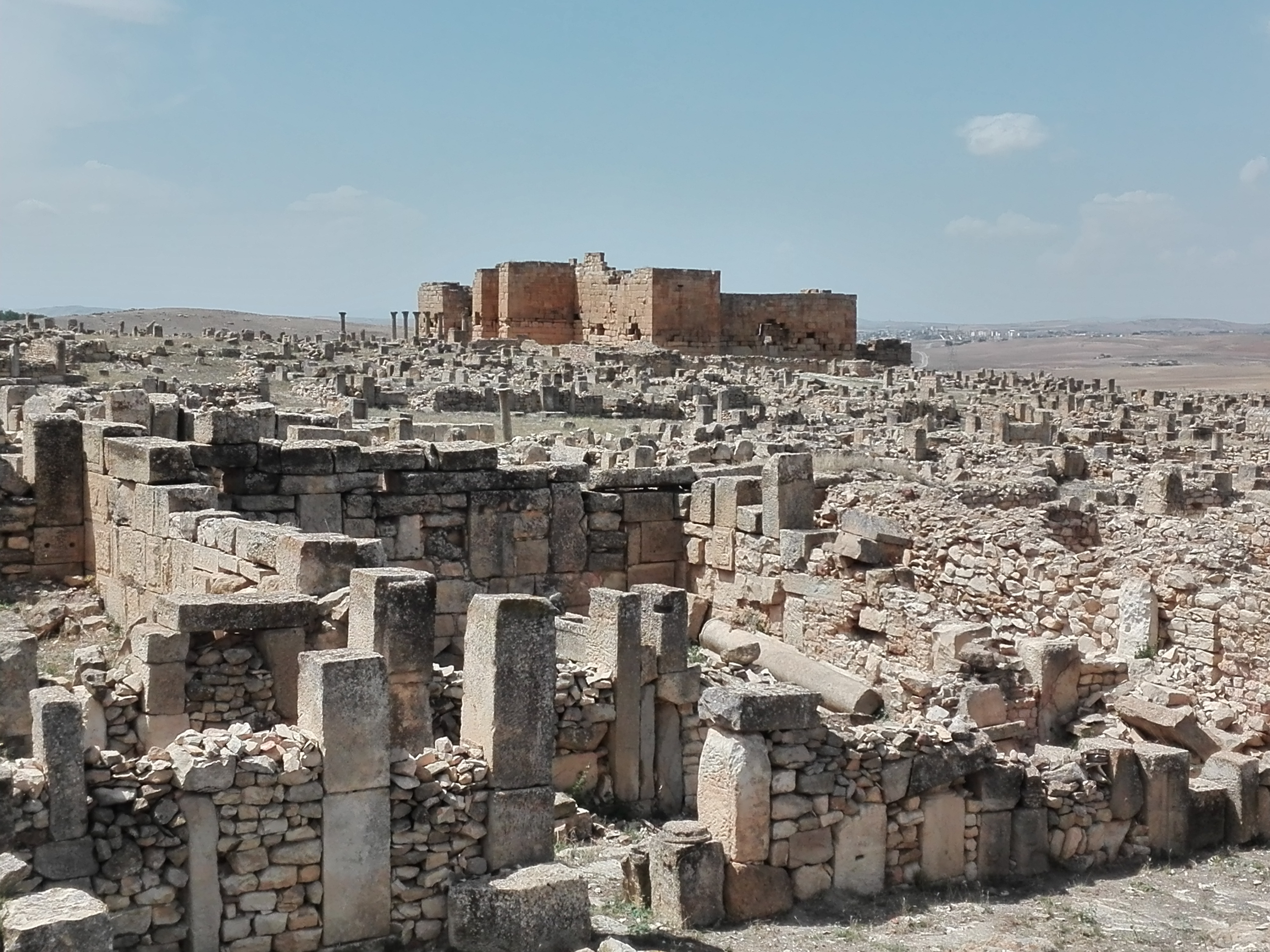
جامعة مادور، ولاية سوق أهراس

تطفو أسماء العباقرة ومشاهير الأدب والنحو والعلوم والأبطال بمجرّد ذكر اسم «مادور» عند تصفح أوراق ماضيها المعرفي والعلمي إلى معرفة المكان الذي ساهم في إنجاب وتكوين شخصيات كلوكيوس أبوليوس، الأديب والفيلسوف الأمازيغي النوميدي الذي كان يطلق على نفسه «آبوليوس المادوري الأفلاطوني» والذي يعد صاحب أول رواية في التاريخ والموسومة «الحمار الذهبي» أو «التحولات»، وكذا اسم النحوي وصديق القديس أوغستين، «ماكسيم المداوروشي» وعالم الفلك والكاتب «مارتيانوس كابيلا» وغيرها من الأسماء التي جاء ذكرها في الكتب التاريخية والتي تبعث على الفخر، ويؤكد الباحثون بأن الفضل يعود لمدارسها التي استقطبت المتعطشين للعلم والمعرفة من كل الأقطار وساهمت في تخرج العباقرة في مختلف المجالات وصنعت لهم أسماء خالدة ومشعة صمدت لآلاف السنين.
وإذا كان الكثيرون يعتبرون جامعة مادور مركز أول جامعة بإفريقيا، معتمدين في ذلك على كتابات ومراجع أجنبية عديدة، فإن ثمة من علماء الآثار من يؤكدون بأن خاصية المدينة ترجح بأنها كانت تتوّفر على هيكل علمي في شكل مدارس، لكن ليس بصفة الجامعة، غير أن هذا لا يغيّر حقيقة كونها مركز إشعاع علمي، لا يزال الكثير من العلماء والمختصين في علم الآثار وتاريخ الإمبراطورية الرومانية، يبحثون عن آثار ومعالم حاضرة العلماء والفلاسفة التي تؤكد كل المعلومات التاريخية وأخبار الأولين، بأنها مطمورة في عمق المدينة العتيقةـ الأسطورة التي أبت البوح، إلا بنسبة ضئيلة جدا من أسرارها وثرواتها، التي أسالت لعاب المحتل الفرنسي، فراح يحاول استخراج ما تكتنزه من آثار مهمة. إضافة إلى هندستها الموحدة في معاصر الزيتون ومطاحن الحبوب، ما يؤكد أنها عرفت ازدهارا في الزراعة، فمازالت تحتفظ بكنوزها المغمورة تحت الأرض، والتي تتمثل في حمامين ومعابد وثنية وثلاث كنائس وقبور كان يدفن فيها سكانها آخذة منها طابعا قدسيا مرموقا فضلا عن قلعة بازيلية وأصغر مسرح شيد بالمعرفة المتداولة في ذلك العهد وهي السيسترز، وعلى مقربة من الكنيسة تقع الحمامات الكبرى وفي الجانب الآخر من الكاردو تظهر «دار القضاء» المسيحية الثانية الصغيرة وبها عدد من المدرجات قبل الوصول إلى مفترق الطرق امام منشاة كبيرة تحتوي على معصرة وحمامات وقاعات عديدة كما يمكن رؤية معلم ضخم على بعد أمتار وهذا المعلم عبارة عن «ضريح مادور»، وغير بعيد نجد معلما ضخما تمثل في «القلعة البيزنطية» والتي تحتوي على اصغر مسرح في العالم الروماني.

## الفيل النوميدي
فيل شمال أفريقيا
(الاسم العلمي:

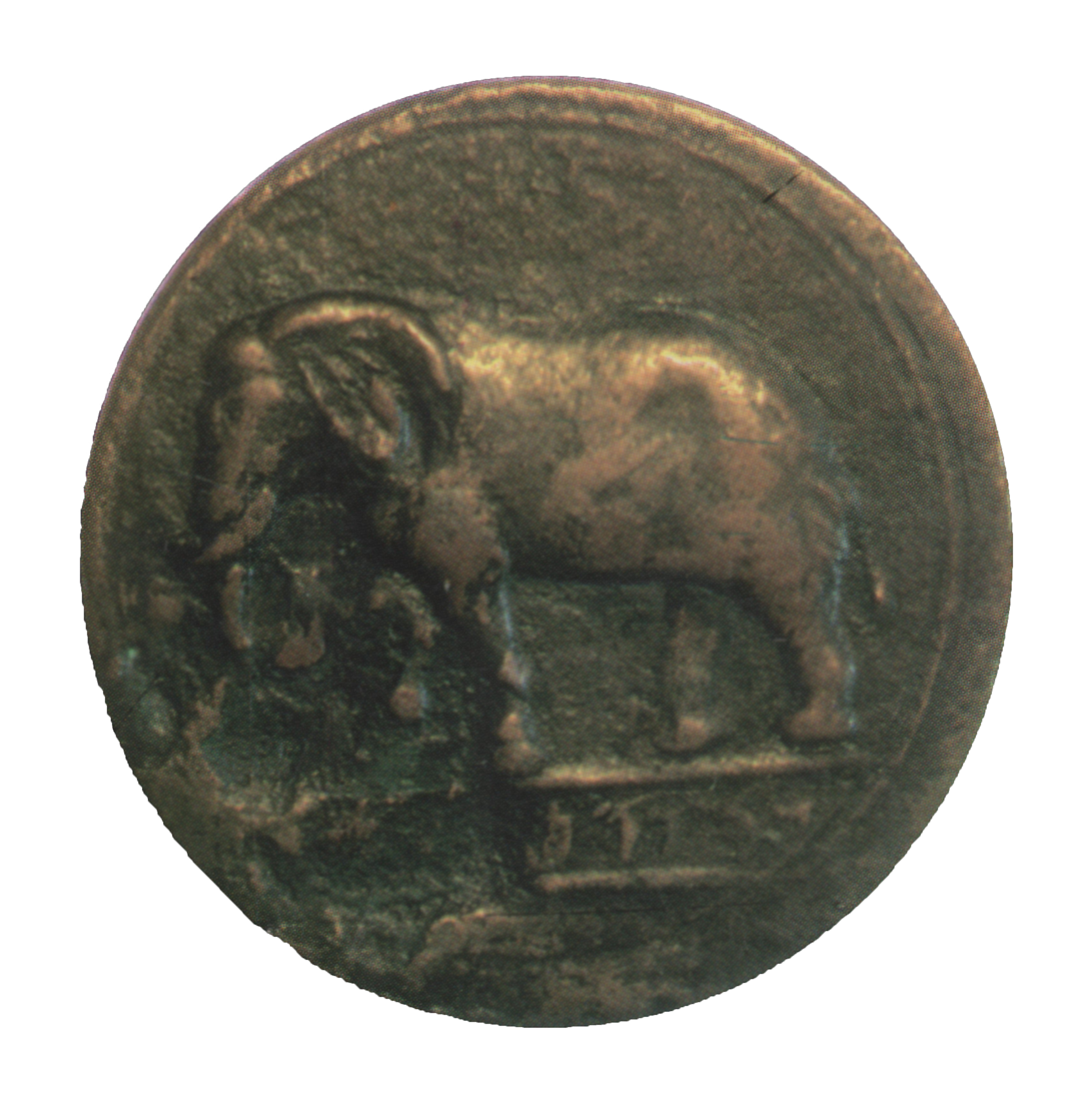
ظهر القطعة النقدية البرونزية الفريدة للملك ماسينيسا يبين فيل يمشي إلى اليسار تحته إطار بكتابة بونية للملك م س ن س ن (متحف سيرتا)

Loxodonta africana pharaoensis) بالإنجليزية:
(North African elephant)، هو إحدى السلالات المزعومة لفيل الأحراش الأفريقي، كما يعتبر بعض العلماء، أو هو نوع فيلة مستقل بذاته كما يرى البعض الأخر، والذي كان يستوطن شمال أفريقيا بكامله إلى أن انقرض خلال فترة سيادة الإمبراطورية الرومانية. وهذه الأفيال هي نفسها التي استخدمها النوميديون القرطاجيون الفينيقيين خلال الحروب البونيقية لمقاتلة الجيوش الرومانية، وعلى الرغم من تصنيف هذه السلالة سابقا إلا أن هذا التصنيف لا تعترف به فئة واسعة من العلماء. يُعرف الفيل القرطاجي بأسماء أخرى عديدة منها: الفيل شمال الإفريقي، فيل الغابات الشمال إفريقي، و"فيل الأطلس". كان موطن هذه السلالة يمتد، كما يُعتقد، عبر شمال إفريقيا وصولا إلى السواحل السودانيّة والإريتريّة الحاليّة. فهناك دليل صارخ وعصري على أن جيش يوبا الأول الملك النوميدي الأمازيغي كان به أفيال ذات قباب في عام 46 قبل الميلاد، وأكبر دليل على ذلك هي عملة الملك يوبا الثاني فعليها صورة لفيل إفريقي وعليه قبته. ووجدت هياكل عضمية للفيلة بعين الباردة وسهول عنابة الغربية والشرقية. ووصف السلالة يظهر التصوير الجصّي القرطاجي، كما النقود المعدنية التي تعود لتلك الفترة خاصة العملة النقدية للملك ماسينيسا والتي صنعتها الشعوب المختلفة التي سيطرت على شمال إفريقيا في فترات معينة، فيلة صغيرة جدا (يبلغ علوّها على الأرجح قرابة 2.50 أمتار، أي 8.35 قدما عند الكتفين) ذات آذان كبيرة وظهر مقعّر نمطيّ كما ظهر أنواع الفيلة المنتمية لجنس الفيل الإفريقي (باللاتينية: Loxodonta). كان الفيل النوميدي أصغر حجما من فيل السفانا الإفريقي، ويعتقد بأنه كان يماثل فيل الغابات الإفريقي في القد، كما يحتمل بأنه كان أكثر وداعة من باقي سلالات فيل السفانا الذي يعتبر إجمالا غير قابل للترويض، مما سمح النوميديين باستئناسه بواسطة طريقة لم تعد معروفة حاليّا، وبما أن هذه الفيلة كانت صغيرة جدا مما لم يكن يسمح بتحميلها برج حربيّ، فأنها على الأرجح كانت تمتطى كالخيول.

## الحصان النوميدي البربري

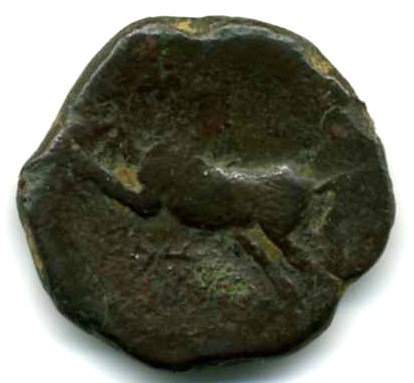
الحصان البربري النوميدي على النقود النوميدية (ماسينيسا)

اهتم النوميديون بتربية الخيول اهتماما كبيرا من أجل استغلالها في عدة أغراض منها: التنقلات والصيد والحرب، وتتميز الخيول النوميدية بالسرعة والقدرة على تحمل المشاق والصبر على الجوع والعطش، ولهذا قد عمل الإغريق وبعدهم الرومان على التزوّد بها في شكل واردات أو ضرائب. ومن جهة أخرى فقد كان النوميديون فرسانا مهرة يحسنون ركوب الخيل سواء في السلم أو الحرب دون استعمال الأعنة أو السروج في الدفاع ممالكهم، كما شاركوا كحلفاء بفرق مساعدة في الجيوش القرطاجية والرومانية في عدة حروب محليا وخارجيا. ولأهمية الحصان في حياة النوميديين فقد رسموه على مختلف المصادر المادية كالرسوم والنقوش الصخرية والعملات والأنصاب ومشاهد الفسيفساء.

## صيفاقس

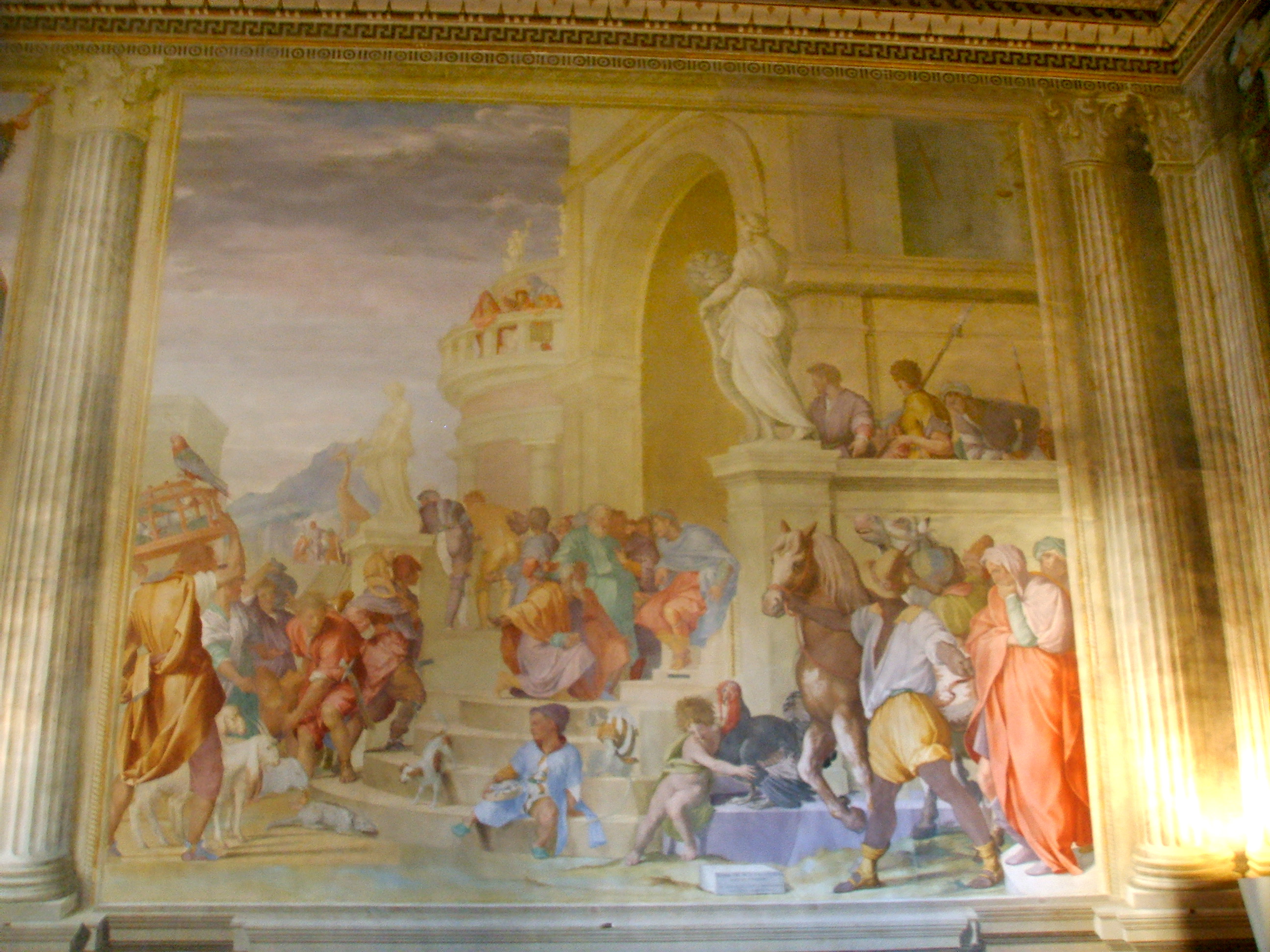
صيفاقس يلتقي بسيبيون. لوحة لألوري داليساندرو

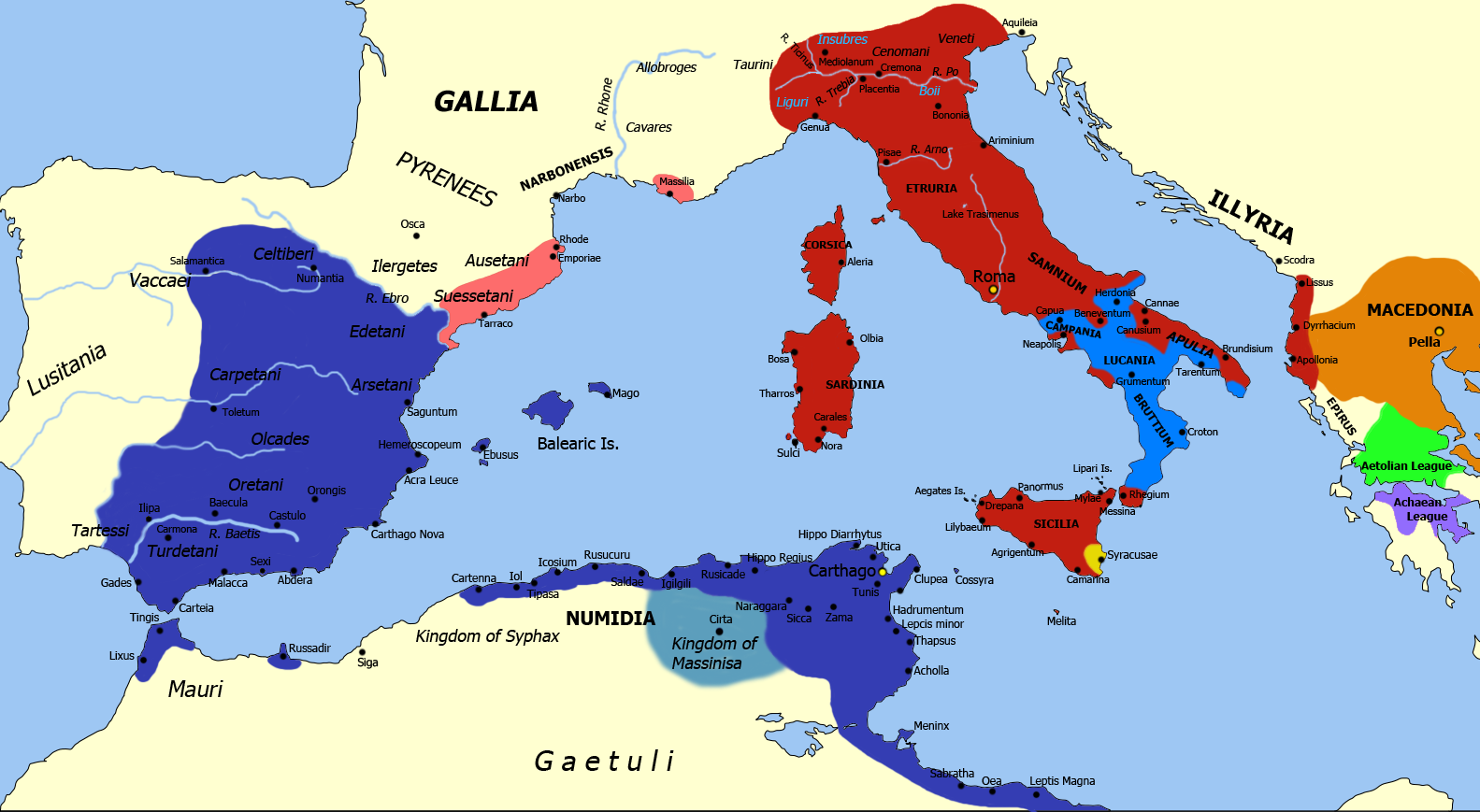
الحرب البونيقية الثانية

ظهر الملك النوميدي الأمازيغي صيفاقس في زحمة الاقتتال بين قرطاج وروما الاستعمارية، وكان يومها زعيما لقبيلة الماسيسيل. حينها، ما كان أحدٌ من الفئتين المتقاتلتيْن، قرطاجة وروما، يظن أن تاريخا كبيرا سيخطه هذا الرجل بعقله وحنكته. عاش الملك صيفاقس في القرن الثالث قبل الميلاد، وكانت حدود قبيلته عند "نهر الشلف" (غرب الجزائر)، بينما كان شرق الجزائر تحت سلطة ماسينيسا بعاصمتها سيرتا (قسنطينة حاليا). سعى كل من القرطاجيين، بقيادة حنبعل، والرومان إلى التحالف مع زعيم قبائل المازيسيل صيفاقس، حتى يساعد إحداهما في حربها ضد الأخرى.
لكن الزعيم القبلي اختار طريقا آخر تمثل في محاولة الصلح بينهما، وهذا لتجنيب نوميديا الحرب، إذ كان يعمل على بناء جيوشه استعدادا لأيام عصيبة ضد روما. رفضت روما كل مساعي صيفاقس للصلح مع عدوّتها قرطاجة، ولما أدرك أن روما تتعنّت لأسباب استعمارية، أعلن التحالف مع قرطاجة. أن الملك صيفاقس "يمثل القائد النوميدي المسؤول كثيرًا وملفت، الذي يعي أهمية المسؤولية ويخشى المساءلة. لم يكن صيفاقس ذلك المسؤول الأرعن الذي يعتقد أن منصبه يعطيه الحق في فعل أي شيء وكل شيء دونما حرج وخشية، ومتنانا من قرطاجة لصنيع صيفاقس، جرى تزويجه من إحدى أجمل حسناوات قرطاجة، وهي صفنبعل، التي لم تكن سوى خطيبة الملك ماسينيسا، المتحالف مع روما حينها، وهنا ثارت ثائرة ماسينيسا، وكان لهذا الزواج السياسي ما بعده. سعى صيفاقس إلى تجنيب نوميديا الحرب، ولما عجز حاول أن يصلح بين المتخاصمين، ولما فشل تحالف مع الطرف القريب الذي لا يراه مستعمَرا، أي قرطاجة، مع أن والده كان حليفا للرومان. وأعلن الحرب على روما ثم تزوج من صفنبعل، خطيبة ماسينيسا، الذي جن جنونه، فتحالف مع روما انتقاما لقلبه المغدور"، المقاومة النوميدية للاحتلال الروماني من صيفاقس إلى تاكفاريناس، بأن صيفاقس أدرك خطر الرومان على المنطقة فحسّن علاقاته مع القرطاجيين، فتحالف معهم، خاصة بعد زواجه من الأميرة صفنبعل.
"ونذكّر هنا أن صيفاقس حاول بشتى الطرق تفادي المواجهة المسلحة وإبعاد الحرب عن شمال أفريقيا، ولما تأكّد أن الرومان سينقلون الحرب إلى شمال أفريقيا لا محالة، فضّل أن يقف إلى جانب القرطاجيين لإدراكه بأن مملكته ستكون الضحية إن سقطت قرطاجة. أدركت روما حجم العداء الآن بين صيفاقس وماسينيسا، واستغلته لصالحها بشتى الوسائل، فوعدته بأراض في قرطاجة وامتيازات مالية، وهو ما شجعه على خوض حرب إلى جانبها ضد صيفاقس من أجل القضاء عليه حتى يبقى حنبعل ملك قرطاجة وحيدا. خلال مسيرته لتوحيد نوميديا، استطاع صيفاقس أن يزحف شرقا بجيوشه المدرّبة والتي اقتبست خبرات الجيشين القرطاجي والروماني، إذ استلهم من الجيشين أساليب القتال، وجعل من جيش قبلي جيشا نظاميا. سار صيفاقس من غرب الجزائر إلى سيكا وفي هذه الفترة صار لمملكته عملتها الخاصة وسيادتها رغم اعتراض روما. لم يكن الجيش وحده سبيل صيفاقس لبسط نفوذه شرقا، فلقد كان ملكا يستخدم حنكته وذكاءه، إذ أقنع كثيرا من زعماء القبائل بالتحالف معه ضد ماسينيسا وروما، كما كان يترك لهم حرية التصرف والسلطة داخل قبائلهم، وهو ما جعله يدخل مناطق دون الحاجة لاستخدام السيف. ماسينيسا تحالف مع الرومان ضد سيفاكس للإطاحة به وفعلا تم قتله وبعدها ابن سيفاكس فارمينا تولى الحكم بعد موت ابيه ! لقد عرف صيفاقس كيف يتعامل مع السكان النوميديين بانتهاجه نظام اللامركزية في تسيير الحكم وفي تنظيم إدارة مملكته الموحدة، فكانت له عاصمتان: سيقا على نهر التافنة وسيرتا في شرق المملكة، حيث كان لهما مسيّرون محلّيّون يستندون في حكمهم إلى مجالس شبه قبلية ورجال الدين، زيادة على جباة الضرائب وضباط الجيش، رغم قصر المدة الزمنية التي تولى فيها صيفاقس الزعامة على نوميديا بشطريها الشرقي والغربي، إذ لم تتعدّ الثلاث سنوات، أي من 205 إلى 203 قبل الميلاد، إلا أنه استطاع أن يضع اللبنة الأولى لقيام الدولة النوميدية الموحدة. كان التحالف القائم بين ماسينيسا وروما المِعوَل الذي تهدمت تحت ضرباته جيوش صيفاقس، إذ تعرض لحروب استنزاف من جيش ماسينيسا. زحف قائد الجيش الروماني المشهور، "كايوس لاليوس"، بحرا من شبه الجزيرة الإبيرية في أوروبا، ودخل الأراضي النوميدية، وانقض على مملكة صيفاقس من الجهة الغربية، فيما تولى ماسينيسا المهمة نفسها شرقا، وهكذا وجد صيفاقس نفسه بين فكّي كمّاشة. استعد صيفاقس لمعركة السهول الكبرى الحاسمة، إلى جانب حلفائه القرطاجيين ضد روما في ربيع 203 قبل الميلاد، لكن النصر كان لروما وحليفها ماسينيسا.
"بعد الهزيمة، رجع صيفاقس إلى العاصمة سيرتا، فلحقه ماسينيسا مرغما إياه على الدخول في معركة سيرتا يوم 23 يونيو 203 قبل الميلاد، والتي وقع فيها أسيرا في يد ماسينيسا ونقل إلى روما، وهناك تم القضاء عليه".
اقتيد الملك صيفاقس أسيرا إلى روما حيثُ قُتل، وهو تقليد روماني يتعمّد إذلال قادة الأمازيغ بجلبهم إلى روما حتى يكونوا عبرة لغيرهم ممن يتمرّد على سلطتها.

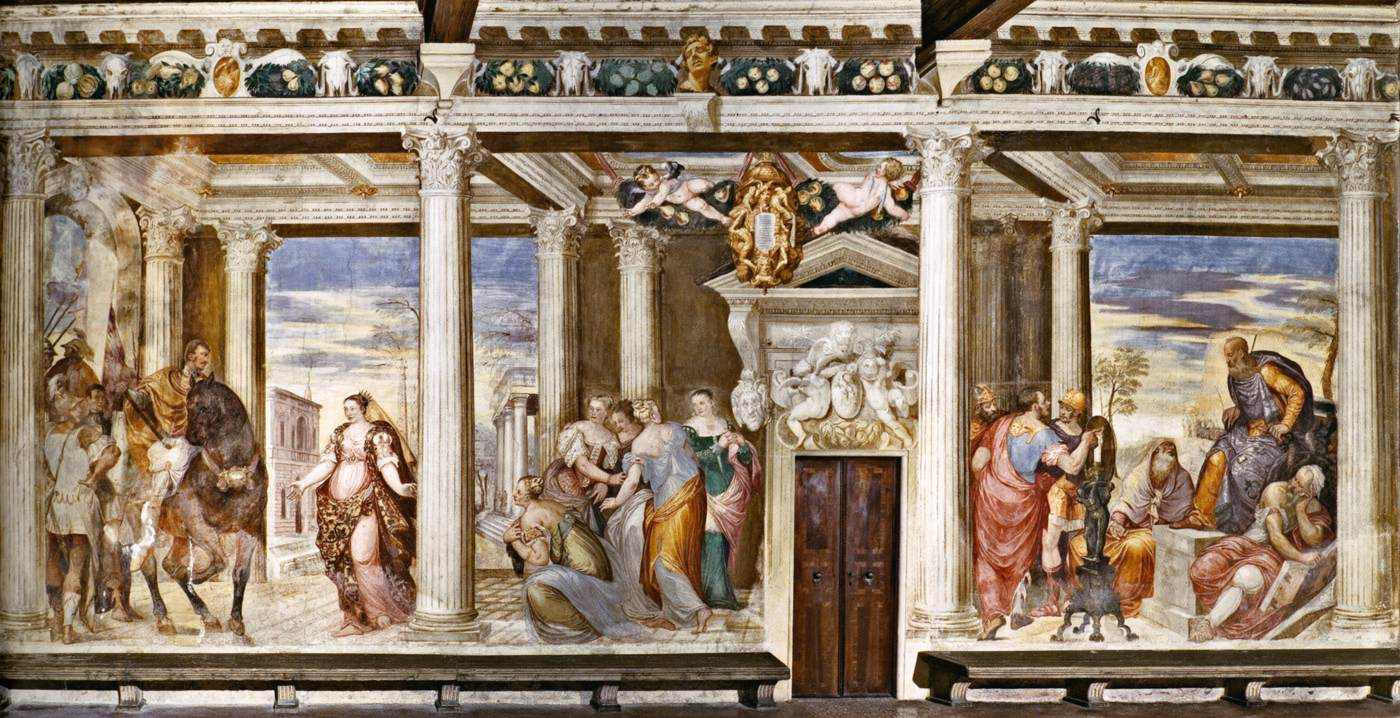
صفنبعل تتوسل للملك ماسينيسا أنه ينقذها من الاسر

## معركة زاما

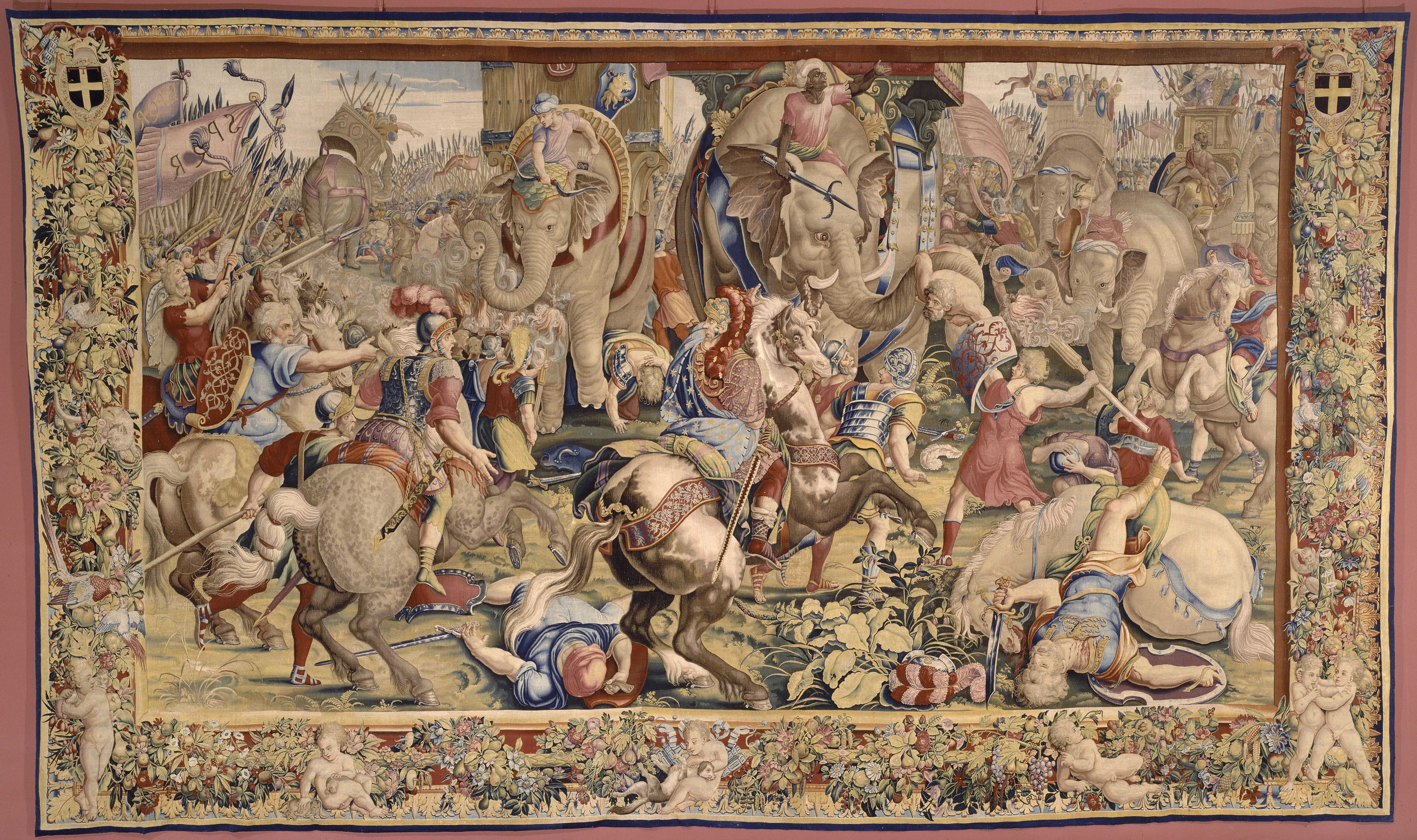
معركة زاما بريشة جول رومان

لما وطئت قدما حنبعل أرض بلاده بعد أن غاب عنها ستة وثلاثين عاماً بادر إلى حشد جيش جديد وسار على رأسه لملاقاة سكبيو عند زاما (Zama) مدينة (الحدادة حالياً) على الحدود الجزائر التونسية، وتقابل القائدان في بداية المعركة مقابلة ودية، فلما وجدا أن لا سبيل إلى الاتفاق بينهما أصدرا أمرهما ببدء القتال.
وهـُزم حنبعل للمرة الأولى في حياته، فقد تضعضع القرطاجنيون، وكان معظمهم من الجند المرتزقة، أمام مشاة الرومان وفرسان الملك ماسينيسا (Massinissa) ملك نوميديا المجازفين الأبطال، وقاتل حنبعل وهو في سن الخامسة والأربعين كما كان يقاتل وهو في نضرة الشباب، فهجم على سكبيو بنفسه وجرحه، ثم ثنى بمسينيسا، وأعاد تنظيم قواه بعد أن اختل نظامها أكثر من مرة، وقادها في هجمات مضادة شديدة على الأعداء، فلما لم يبق له أمل في النصر أفلت من الأسر وسار على ظهر جواده إلى قرطاجنة، وأعلن أنه لم يخسر الموقعة فحسب بل خسر الحرب كلها معها، وأشار على مجلس الشيوخ بأن يطلب الصلح، وعامل سكبيو القرطاجنيين معاملة الكرام فرضى أن تحتفظ قرطاجنة بأملاكها في إفريقية ولكنه طلب إليها أن تسلم لروما جميع سفنها الحربية عدا عشر من ذات الثلاثة الصفوف من المجدفين، وألا تشتبك في حرب خارج إفريقية أو داخلها إلا بعد موافقة روما، وأن تؤدي إليها غرامة حربية سنوية مقدارها 200 تالنت مدى خمسين عاماً، وأعلن حنبعل أن هذه الشروط عادلة وأشار على مجلس الشيوخ بقبولها.

## نوميديا في عهد ماسينيسا

- مملكة الماسيل : في الشرق (حاليا القسم الشرقي من الجزائر والقسم الغربي من تونس).
مملكة المساسيل: في الغرب (حاليا القسم الأوسط والغربي من الجزائر).

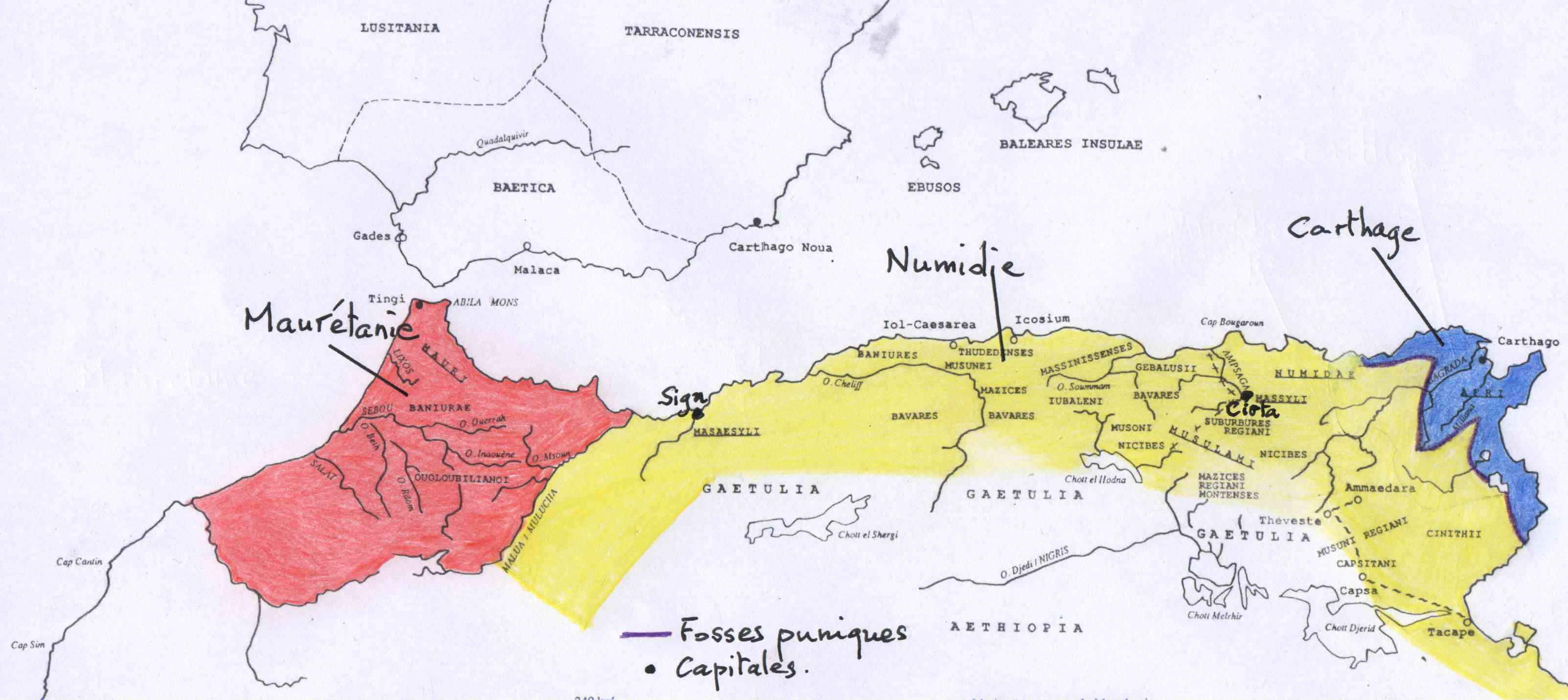
مملكة نوميديا في عهد ماسينيسا

يعتبر ماسينيسا أشهر الملوك النوميديين، ولد ماسينيسا مدينة بخنشلة الحالية ثم أتخذ سيرتا (قسنطينة حالياً) عاصمة له ولا يزال قبره موجودا هناك، تميز الملك ماسينيسا بقدراته العسكرية بحيث تمكن من هزم حنبعل القرطاجي أهم الجنرالات الفينيقيين، في معركة زاما بالجزائر (الحدادة حالياً) طاغاست سنة 202 قبل الميلاد. رافعا شعاره الشهير: أفريقيا للأفارقة، وفي عهده برزت مملكة نوميديا في ميادين عسكرية وثقافية كما جهز الأساطيل ونظم وشجع على الاستقرار وتعاطي الزراعة وشجع التجارة مما جعله يعتبر أبرز الملوك النوميديين.

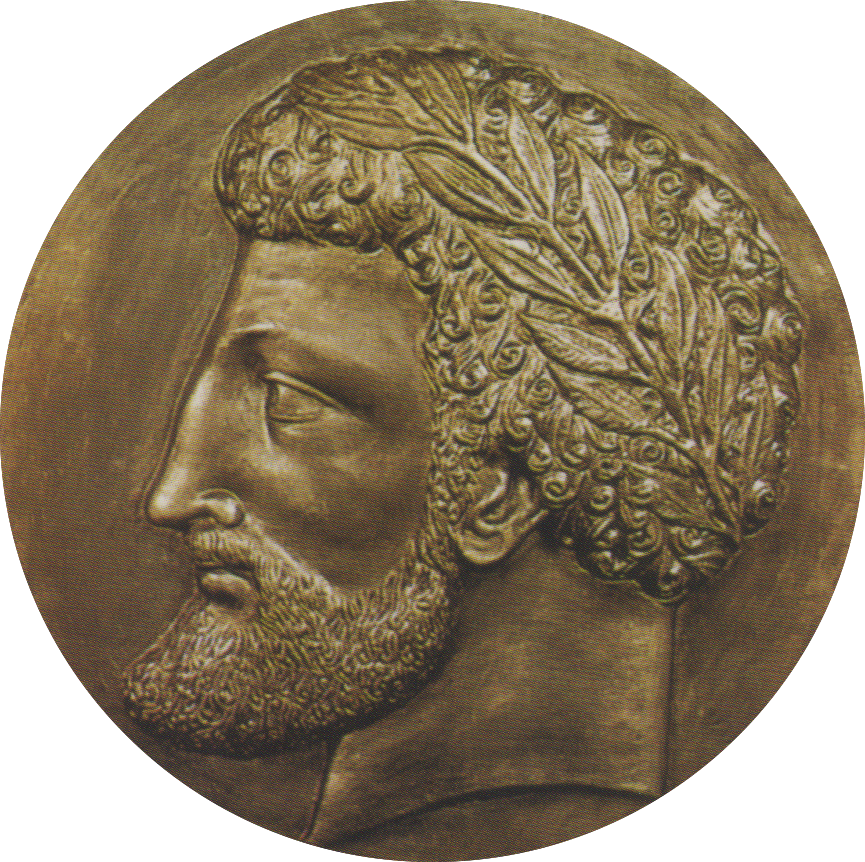
الملك ماسينيسا موحد نوميديا شمال أفريقيا

## الأسطول البحري النوميدي

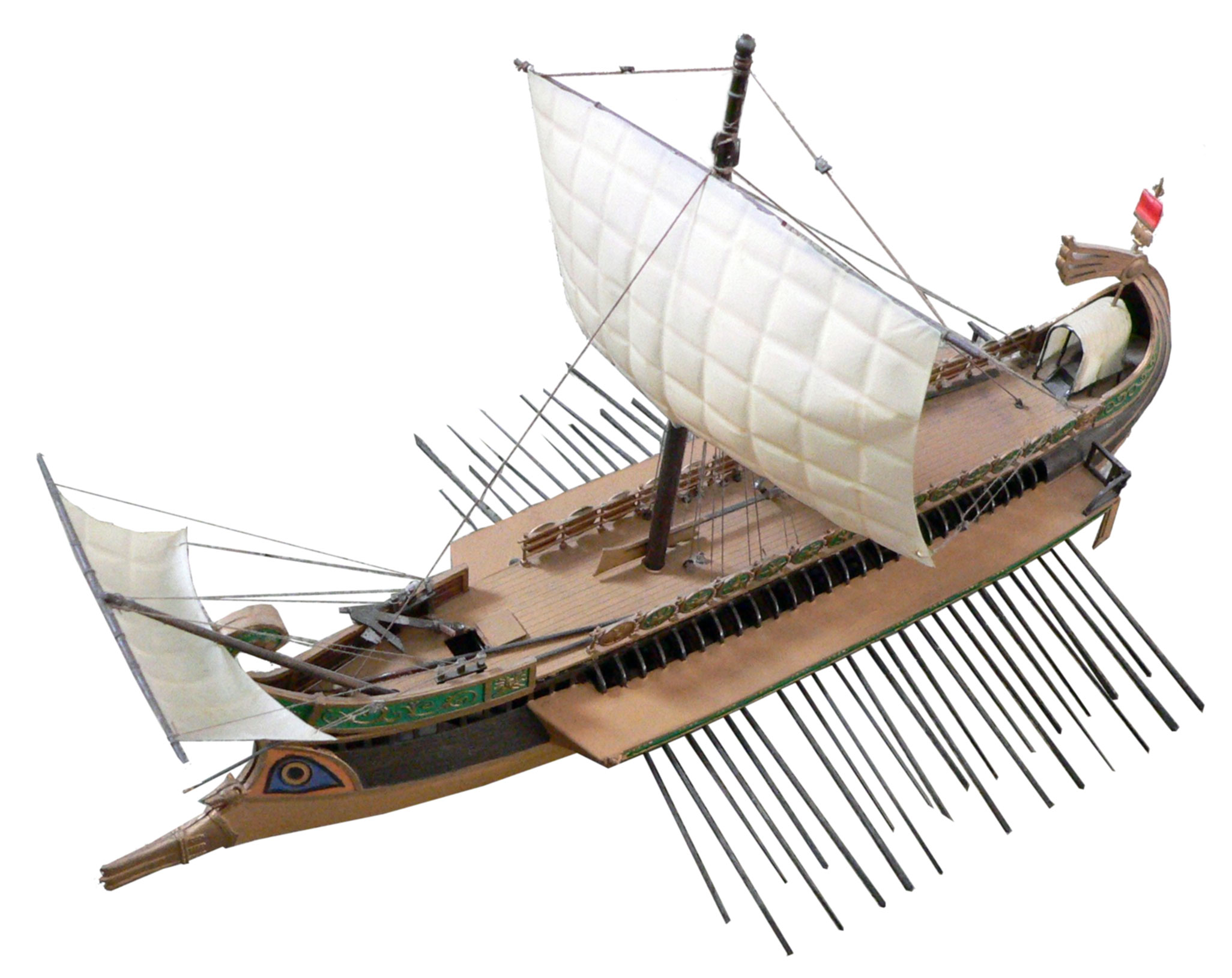
نموذج لسفينة حربية

لقد عرف (الأغليد) الملك ماسينيسا كيف يبني دولة نوميدية قوي فبالإضافة إلى سياسته الداخلية المبنية على الزراعة، إنتهج الملك ماسينيسا سياسة خارجية اتّسمت بالانفتاح وحسن الجوار، وهو ما جعل من الموانيء النوميدية من أكثر الموانيء المتوسطية إزدهارا. فعلى عكس القرطاجيين الذين كانوا يغلقون الموانيء الإفريقية في وجه الشعوب الأخرى، قام ماسينيسا باجتذاب التجار الإغريق والمصريين والإيطاليين. كما كانت للمملكة النوميدية بحرية حربية قوية تحمي تجارتها في حوض المتوسط إلى جانب قيامها ببعض الغزوات. فيخبرنا المؤرخ شيشيرون بأنّ قائد أسطول ماسينيسا الذي رسى للراحة ذات يوم على سواحل جزيرة مالطا إستولى على أنياب فيل ضخمة كانت تزيّن معبد جونو (Junon، أخت وزوجة جوبيتر كبير الآلهة في الأساطير الرومانية) وعاد إلى نوميديا وقدّمها هبة لماسينيسا ولكن الملك عندما علم بمصدرها قام بتجهيز خماسية (Quinquérème) على جناح السرعة وأرسلها إلى مالطا وعلى متنها الأنياب، وقد إحتفظ نصّ أثري ذو كتابة بونية يكون قد كُتب دون ريب بأمر من ماسينيسا ووُضع في المعبد. ويمكننا ان نقرأ في هذا النص :
“كان الملك ماسينيسا قد تلقّاها بدون معرفة مصدرها وعند ما علم بذلك قام بإعادتها إلى المعبد ”.
يقول "غبريال كامبس": ” وهذه القصة الطريفة تحمل الدليل على أنّ الملك كان له ما يكفي من السفن جعله يخصص خماسية يوقف نشاطها العادي ويرسلها إلى مالطا. كما تدلّ أيضا على أن سفن ماسينيسا الحربية لا تراقب السواحل الإفريقية فقط ولكن لها رحلات بإتجاه المتوسّط الشرقي “ وتخبرنا كذلك هذه القصة على مدى احترام ماسينيسا لمعتقدات وممتلكات الشعوب الأخرى في حوض المتوسط على عكس ما كان عليه القرطاجيون إذ يخبرنا "ستيفان ڨزال" أنهم: ” كثيرا ما نهبوا ودنّسوا وهدّموا معابد أعدائهم غير أنهم كانوا لا ينكرون قوة الآلهة الأجنبية ويؤدون لها الاحترام عندما تدعوهم لذلك المصلحة أو الخوف”.

## نوميديا بعد ماسينيسا

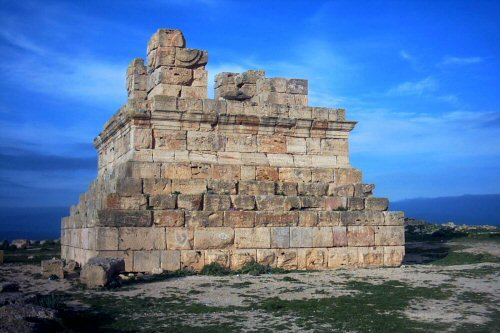
ضريح الملك ماسينيسا في مدينة الخروب ولاية قسنطينة

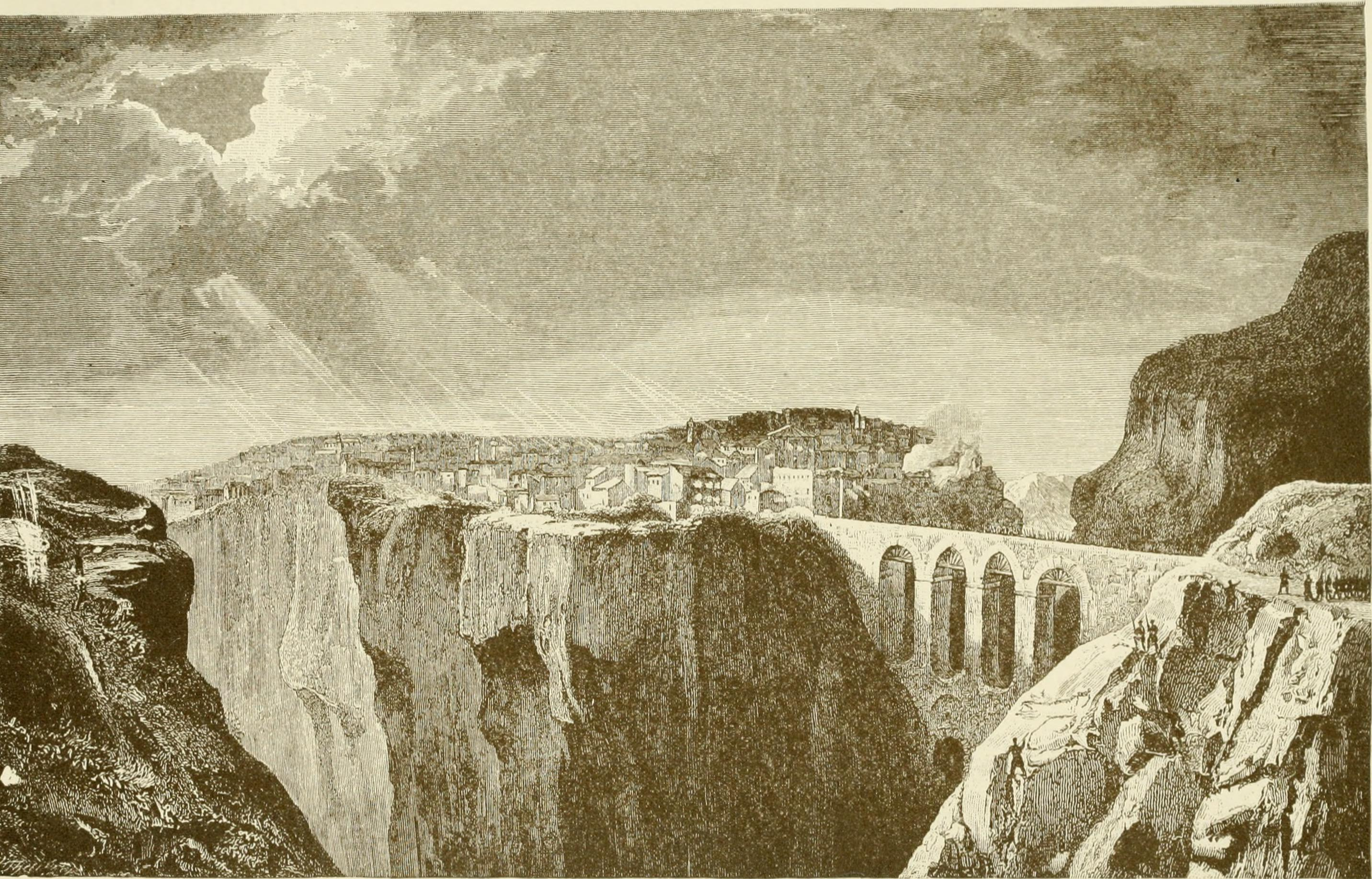
قسنطينةسيرتا عاصمة مملكة نوميديا

بعد وفاة ماسينيسا قامت خلافات بين أبنائه لحكم المملكة تدخل روما وقسمت مملكة نوميديا على ثلاثة من أبنائه، ونصبوا (مكيبسا) حاكما لنوميديا وعمل على مد جسور العلاقات الودية في حين جعل أخوه (غيلاسا) قائدا للجيش بينما جعل الأخ الثالث (ماستانابال) القائد الأعلى في مملكة نوميديا.

## نوميديا يوغرطة ومقاومة روما

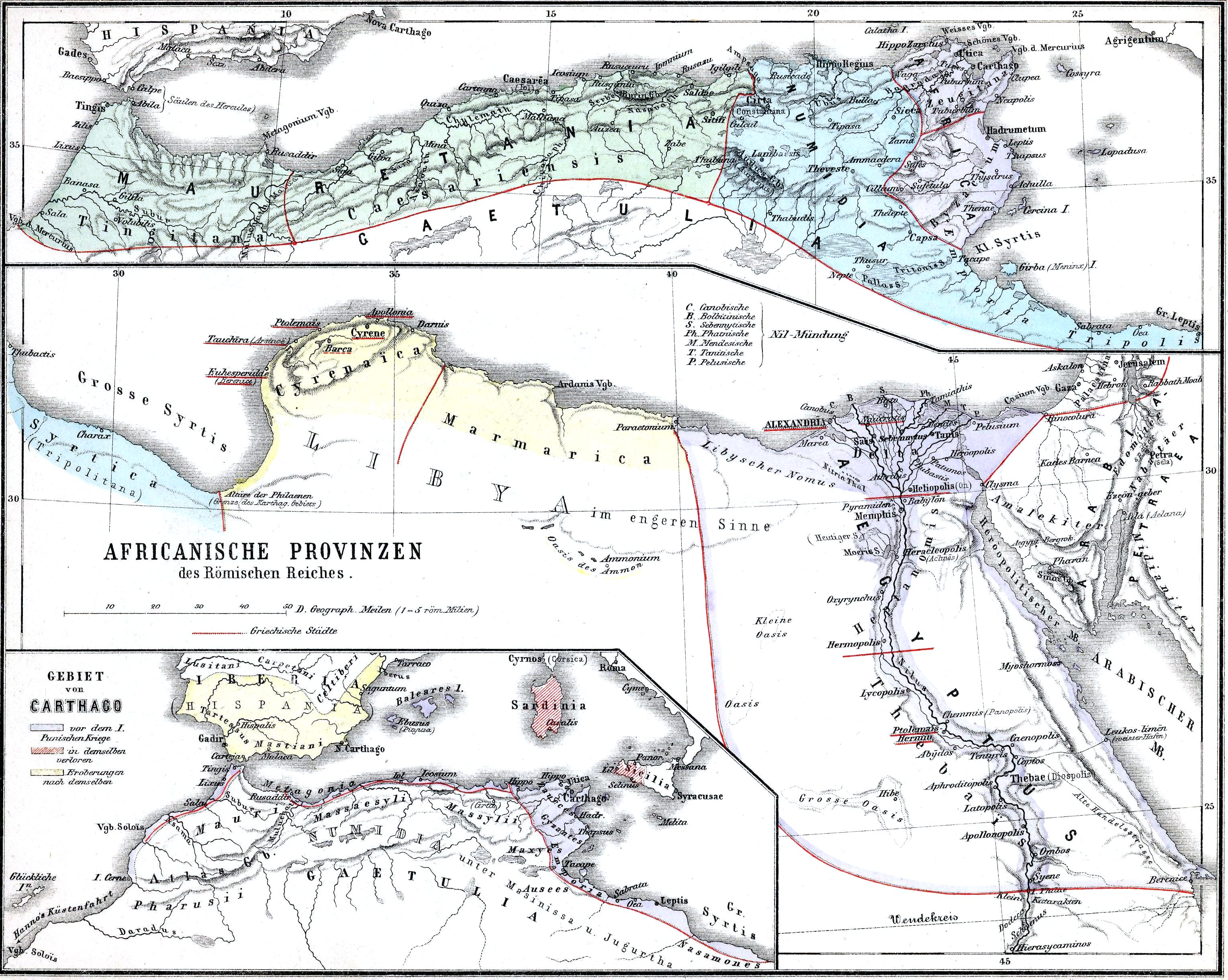
نوميديا

بعد وفاة الملك ماسينيسا عام 148 ق.م قسمت مملكته بين أولاده "ميسبسا" و"غولوسا" و"مستنبعل"، واستطاع "ميسبسا" في الأخير الانفراد بالحكم لمدة ثلاثين سنة، قام فيها بتطوير عاصمته سيرتا مدينة قسنطينة حاليا، فلقد نهج نفس الطريق الذي سار عليه أبوه من قبله، زادت أعمال "ميسبسا" المدينة في الأهمية، مما جعلها مركزا تجاريا وحرفيا مهما في المنطقة يقصده الفنانون والأغنياء.
قام"ميسبسا" قبل وفاته بتقسيم مملكته بين ولديه"اذربعل" و"هيمبسال" وابن أخيه"يوغرطة" (أبن مستنبعل) حيث كان "يوغرطة "يحظى باهتمام خاص لدى الرومان، الذين أمدوه بالسلاح ودربوه عليه.
أراد يوغرطة توحيد نوميديا فأقدم على قتل "هيمبسال" وإستولى على مملكته وهجم على "اذربعل" فهزمه لكنه هرب فطارده لكن هذا الأخير إستنجد بالرومان، وبالفعل تدخلت روما وقسمت مملكة "ميسبسا" إلى قسمين بين يوغرطا واذربعل، لكن يوغرطة لم يرض بالاتفاقية، حيث قام بغزو الأراضي التي منحت لـ"أذربعل"، وحاصره في سيرتا حتى قتله.
قاوم يوغرطة  الجنرالات الرومان وبمعارضة روما لفشل جنرالاتها طلبت القصاص من أعضاء مجلس الشيوخ المرتشين، إلا أن (ميميوس) أحد محامي العامة هدأها وطلب انتخاب قنصل جديد وهو (ماريوس غايوس) الميال لعامة الشعب عام 107 ق.م، رغم هذا واصل يوغرطة إحراز نجاحات في حرب العصابات مطيلاً أمد الحرب ومنهكاً الرومان.
كان يوغرطة يسعى لدعم (بوكوس الأول) زعيم موريطنية الطنجية القديمة (المغرب الحالي) وهو حماه (أبو زوجته) وقد سانده أول الأمر لكن وبتأثير من خازن (قسطور) خان (بوكوس الأول) يوغرطة وسلمه للرومان سنة 105 ق.م.
طيف بيوغرطة وإثنين من ولديه في موكب نصرعايوس ماريوس وقطع الحراس أذنيه لاستيلاء على حلقات الذهب المعلقة بها، دامت حرب يوغرطة 7 سنوات تقريباً، ومات يوغرطة في أحد سجون روما جوعاً، وبموته انتهت مملكة نوميديا.

## نوميديا بعد يوغرطة

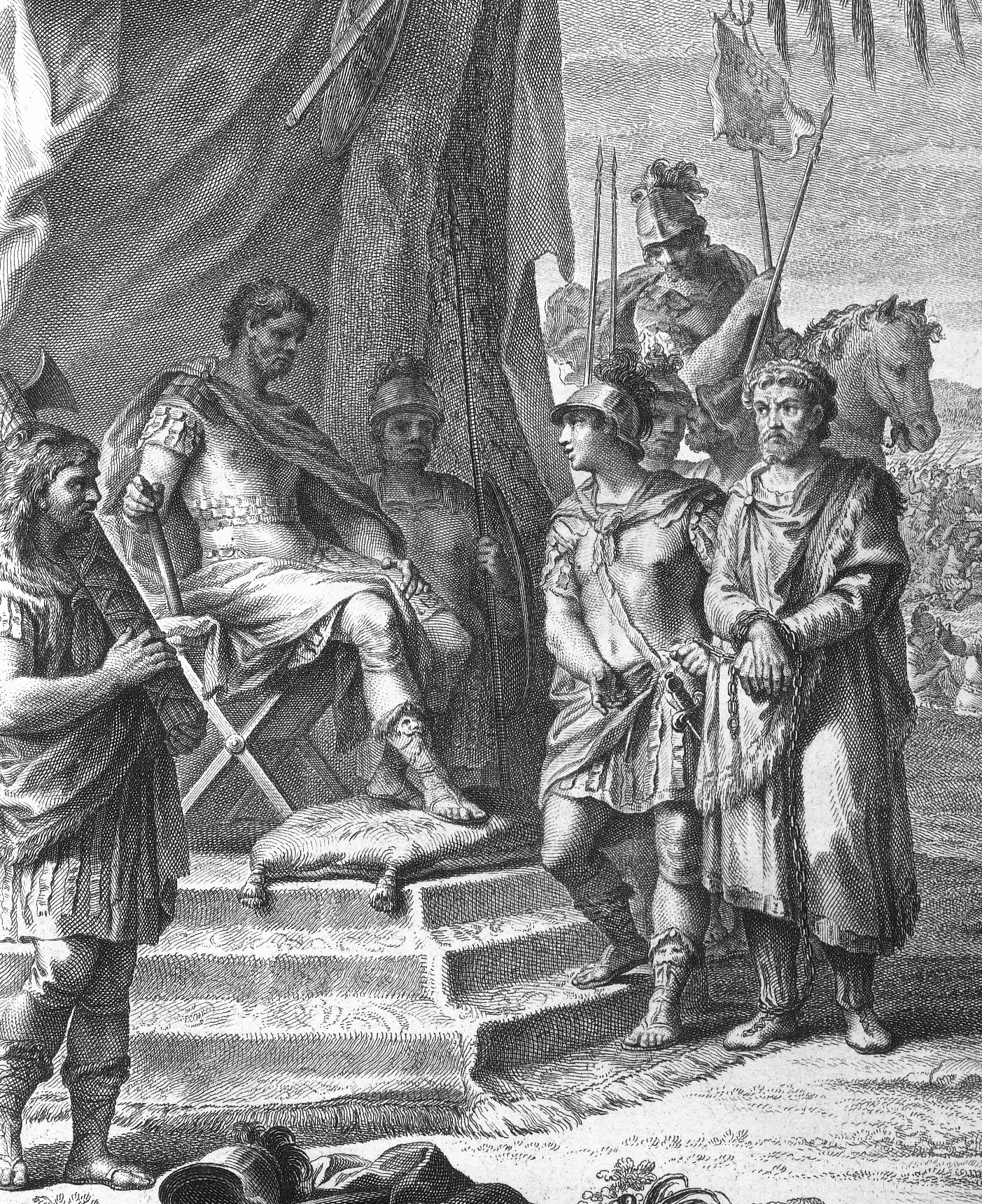
لوحة تبين القبض على يوغورطة بريشة Joachin Ibarra

بعدما قام الملك الموريطني بوكوس الأول بخيانة الملك النوميدي العظيم يوغرطة وتسلميه للعدو الرومان تم تقسيم مملكة نوميديا العظمى إلى ثلاثة أجزاء، أستأثر فيها (بوكوس) ببعض الأراضي غرب الجزائر حاليا، في حين حصل غودا على الجزء الشرقي وهي تعادل أجزاء من ليبيا أما ماستانونزوس فقد حصل على الجزء الأوسط من "مملكة نوميديا".

## نوميديا في عهد جوبا الأول (يوبا الأول)

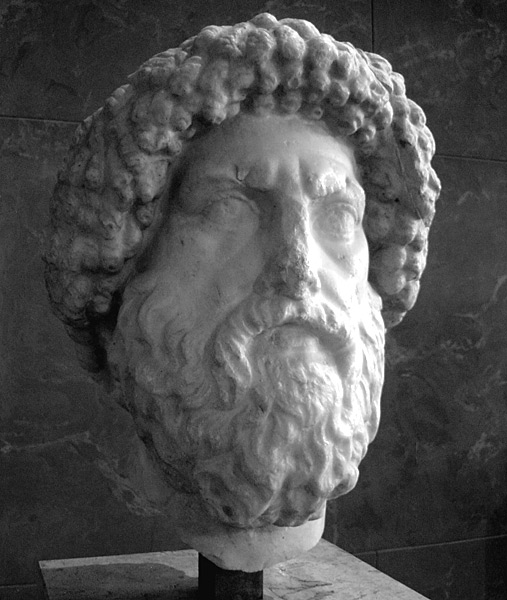
الملك يوبا الأول

ورث عرش "نوميديا" نوميدي آخر، وهو حفيد للملك العظيم يوغرطة وكان إسمه جوبا الأول، هذا الآخير حلم على نهج أجداده يوغرطة وماسينيسا لبناء دولة متحدة مستقلة، وفي سنة 48 قبل الميلاد بدت الفرصة سانحة لتحقيق هذا المأرب، وحدث صراع بينه ومملكة موريطنية بقيادة الملكين الموريطنيين بوخوس الثاني وبوغود تحالف بوخوس وبوغود مع الرومان لأجل هزم جيش يوبا الأول ولأجل أخذ أراضي نوميديا ففي سنة 48 قبل الميلاد تمكن الجيش الروماني من تحقيق نصر ضد جيوش يوبا الأول وبومبيوس ثم توسعت مملكة موريطنية على ما تبقى من مملكة نوميديا ثم بعدها ب90 سنة أي سنة 40م سقطت المملكة الموريطنية تحت الهيمنة الرومانية سنة 44 ق.م بعدما أقدم الإمبراطور الروماني كاليغولا على قتل ابن خالته بطليموس بدافع الغيرة، وبعد ثورة شرسة دامت أربع سنوات قادها أنصار الملك بطليموس قسمت مملكة نوميديا إلى قسمين:
- موريطانية القيصرية التي تعادل الجزائر الوسطى والغربية وعاصمتها شرشال.
- موريطانية الطنجية التي تعادل شمال المغرب وعاصمتها طنجة

## حرب تاكفاريناس النوميدي
كانت حرب تاكفاريناس أبن طاغاست (خميسة) والتي دامت سبع سنين (17-24 ميلادي) وكانت أشد صراع خاضه الرومان في إفريقيا بعد زمن يوغرطة لم تكن تلك الحرب مجرّد تمرّد رحّالة نهّابين مثلما وصفها توتان وإنّما كانت انتفاضة أهالي البلد الذين استجابوا لنداء تاكفاريناس لمقاومة الرومان. سنّت روما قوانين فرضت بموجبها ضرائب على النوميديين، ففضلا عن استغلالها لهم كعبيد في خدمة المستوطنين، فقد ألزمت المزارعين والتجار الأمازيغ بمنح ربع محاصيلهم ومداخيلهم للقنصل الروماني، الذي يرسلها بدوره إلى روما. كما جنّدت روما الشباب النوميديين في ما كان يُسمّى "الجيش المساعد"، وهو جيش مشكل من نوميديين لكنه تابع للقيصر الروماني، وأمعنت في إهانة النوميديين، إذ استعملت هذا الجيش في قمع الأمازيغ أنفسهم.
انضم تاكفاريناس إلى الجيش المساعد الروماني ووصل إلى رتبة ضابط، فاكتسب خبرة في القتال والفنون العسكرية الحديثة، لكنه لم يكن راضيا عن معاملة روما للنوميديين، فقرر الفرار بفرقته العسكرية وأعلن الحرب على روما.
إن سبَبَيْن أوقدا نار الثورة في صدر تاكفاريناس ضد روما "الأول سبب غير مباشر، يتمثل في فتح روما طريقا من قابس (تونس) إلى الأوراس (الجزائر)، وقد أضر ذلك بمصالح السكان، أما السبب الثاني فهو الضرائب الثقيلة". وأن تاكفاريناس "وجد حليفا له في حربه ضد روما، وهو "مازيبا"، قائد قبيلة الموريّين (جنوب الجزائر)، فدرّبهم على السلاح والقتال، فخاضوا معارك معا أنهكت روما وقيصرها، ما جعل الأخير يغيّر الكثير من قادته، الذين هزمهم تاكفاريناس".
اعتمد تاكفاريناس حرب العصابات ضد جيش روما، واستطاع أن يكسب أراض امتدت بين طرابلس الليبية إلى غرب الجزائر، وقد فقد في حروبه ابنه وعمّه وأخاه.، أن حرب العصابات التي قادها تاكفاريناس في منطقة تبسة، وهجومه على حصن ثالا الروماني في تونس، ألحقت هزائم بالعدو، وعرف القيصر تيبريوس أنه أمام خصم خطير يهدد وجود روما في نوميديا". استعد الجيش الروماني بقوة أكبر لدحر تاكفاريناس، واضطر الأخير إلى التوجه غرب الجزائر لخوض معارك هناك. وصل تاكفاريناس إلى منطقة أوزية (سور الغزلان حاليا بالجزائر)، وهناك كانت نهايته، يقول جمال مسرحي. في "أوزية" واجه جنود الملك يوبا الثاني، ملك موريتانيا القيصرية العسكرية، وكان عميلا لروما، وفي تلك المعركة قُتل تاكفاريناس، وانتهت بذلك قصة ثائر أمازيغي آخر هدّد عرش روما لسنوات"، يشير مسرحي. ويوجد في مدينة سور الغزلان بالجزائر، ضريح الثائر تاكفاريناس، منتصبا في المكان الذي خاض فيه آخر معاركه.

## الضريح الملكي النوميدي إيمدغاسن

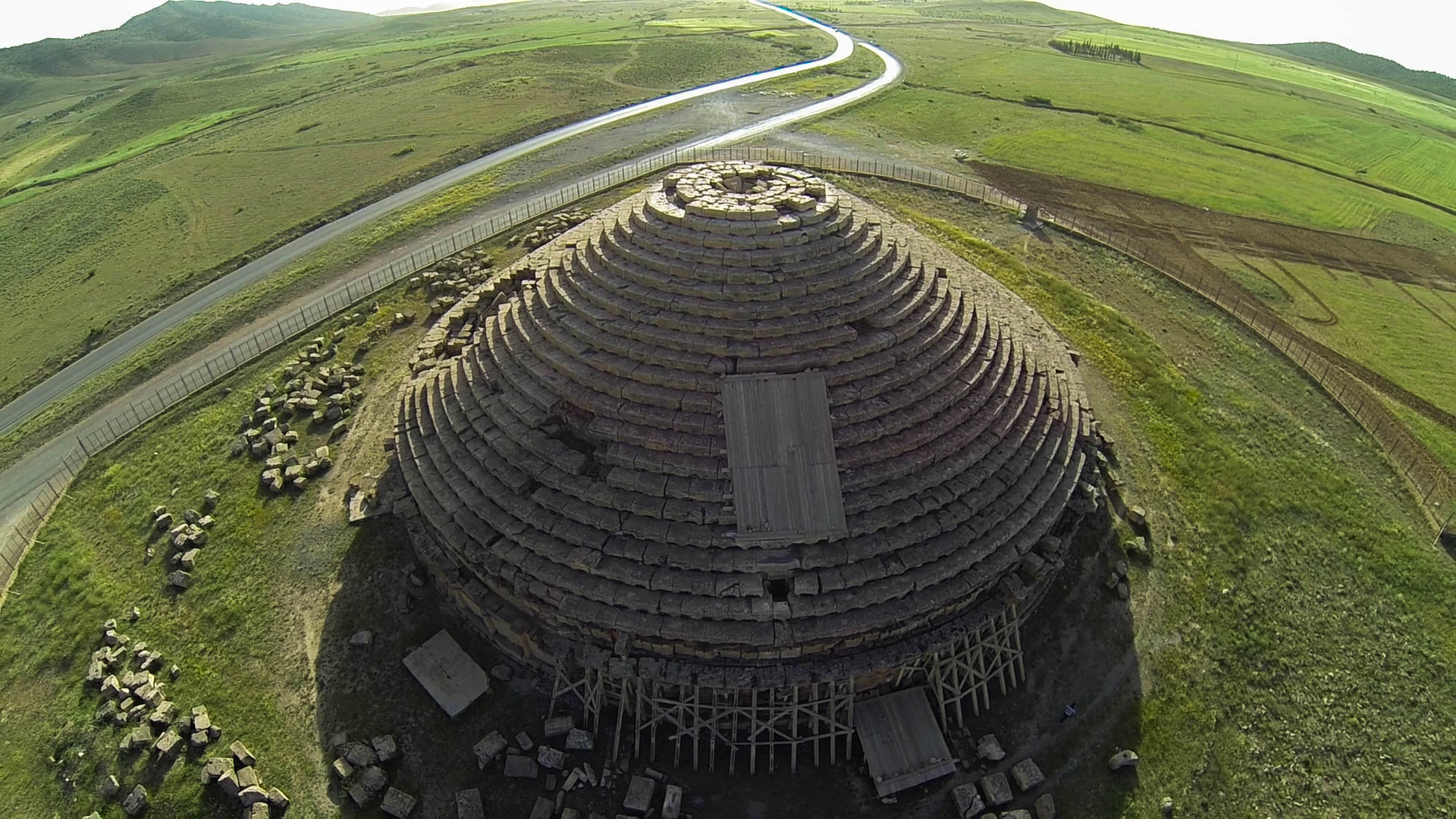
ضريح إيمدغاسن

يتواجد ضريح إيمدغاسن على أراضي بلدية بوميا، في ولاية باتنة، (لمعذر) ولاية هباثنت فوق هضبة، مما جعـله يتراءى من بعـد ويتوسط مقبر، غير أن هذه المقبرة كادت أن تندثر اليوم، فشق الطريق بالقرب من الضريح كـان مـن الأسباب الرئيسية لهذا الاندثار كما أن عدم الاهتمام والعناية بهذا المعلم الحضاري والتاريخي ساعد على ذلك، إيمدغاسن ضريح يعود إلى فصيلة البزائن، شكله مستدير وقطر دائرته يمتد على 59 مترا والارتفاع الإجمالي للمبنى يبلغ 19 مترا وقد استخدم في عمارة البناء عناصر معمارية ممتزجة بالطابع الشرقي الإغريقي وفقا للعلاقات التي كانت تربط شمال إفريقيا بالعالم الخارجي، وفيما يتعلق بالأثاث الجنائزي الذي يعثر عليه عادة في مثل هذه الأضرحة، أشير بأن الأبحاث التي أجريت بالمبنى كـانت سلبية، ربما أن هواة البحـث عن الكنوز الدفينة عرفوا المدغاسن وتوصلوا إلى غرفة الدفن قبل أن يصلها الباحثون في مجال علم الآثار، وقد توصل الباحث (CAMPS.G) إلى تاريخ الضريح بواسطة طريقة الكربون (C14) وجـاءت النتائج بتحديد تاريخ بناء “إيمدغاسن” فيما بين أواخر القرن الرابع وبداية القرن الثالث قبل الميلاد، ونظرا لأهمية هذا المعلم الأثري والتاريخي، والذي يمثل الفترة النوميدية إذ يعبر عنها بكل صدق، ورغم هذا لم يُخصّ بالدراسة الكاملة بل بقي في عالم النسيان، فلا يوجد عنه دليل ولا سـياج ولا حراسة دائمة، إذا ما قورن بالضريح الموريطاني المتواجد بضواحي تيبازة المدعو (قبر الرومية)، فإننا نجد أن هذا الضريح قد حظي بدراسة واسعة كما وضع له أكثر من دليل باللغتين (عربية وفرنسية) كمـا حظي بحراسة دائمة وكذا حقوق الدخول.

## قائمة ملوك نوميديا

قائمة ملوك نوميديا

- الحاكم 1 :ماسينيسا
- فترة الحكم : 202–148 ق.م
- الحاكم 2 : ميسيبسا
- فترة الحكم : 148 – 118 ق.م
- الحاكم 3 : غلوسا
- فترة الحكم : 148 – 145 ق.م
- الحاكم 4 :ماستانابال
- فترة الحكم : 148 - 140 ق.م
- الحاكم 5 : هيمبسال الأول
- فترة الحكم : 118 - 117 ق.م
- الحاكم 6 : عزربعل النوميدي
- فترة الحكم : 118 - 112 ق.م
- الحاكم 7 : يوغرطة
- فترة الحكم : 118 – 105 ق.م
- الحاكم 8 : غودا النوميدي
- فترة الحكم : 105 – 88 ق.م
- الحاكم 9 : يارباس
- فترة الحكم : 84 – 82 ق.م
- الحاكم 10 : هيمبسال الثاني
- فترة الحكم : 88 – 60 ق.م
- الحاكم11 : يوبا الأول
- فترة الحكم : 60 – 46 ق.م

## نهاية الدولة النوميدية
برغم من استمرار الدولة النوميدية بعد موت يوغرطة، إلا أن نهاية حكمه تعد نهاية الدولة النوميدية؛ بسبب سيطرة الرومان. بعد نهاية حرب يوغرطة ضم الموريون الجزء الغربي من أراضي الدولة النوميدية والتي تبتدأ من واد ملوية غربا إلى بجاية شرقا بموجب اتفاقية عقدوها مع الرومان. فيما تولى حكم الجزء الشرقي الملك النوميدي غودا.
خلال حرب قيصر الأهلية (49 - 45 ق م) غزا أنصار يوليوس قيصر الموريطانيون بوكوس الثاني وبوغود نوميديا التي كانت تدعم كوينتس كايسيليوس فخلعو ماسينيسا الثاني وأخدو سيرتا عاصمة مملكة يوبا الأول وبعد إعلان هذا الأخير وقف دعم كوينتس كايسيليوس انسحب الموريون من الحرب لكن سيتوس مرتزق القيصر واصل الحرب ضد نوميديا جرى بعد ذالك ضم الجزء الغربي من نوميديا من بجاية إلى نهر الرمال لمملكة موريطنية بينما سيطرة الرومان على باقي أراضي النوميدية في شرق ووقع في الأسر يوبا الثاني.
جرى احياء الدولة النوميدية على أراضي التي كان سيطر عليها الرومان ولمدة وجيزة أربعة سنوات من طرف الملك النوميدي أربايون جرى بعدها ادماج أراضيه ضمن مقاطعة أفريكا الرومانية.

## الحضارة النوميدية

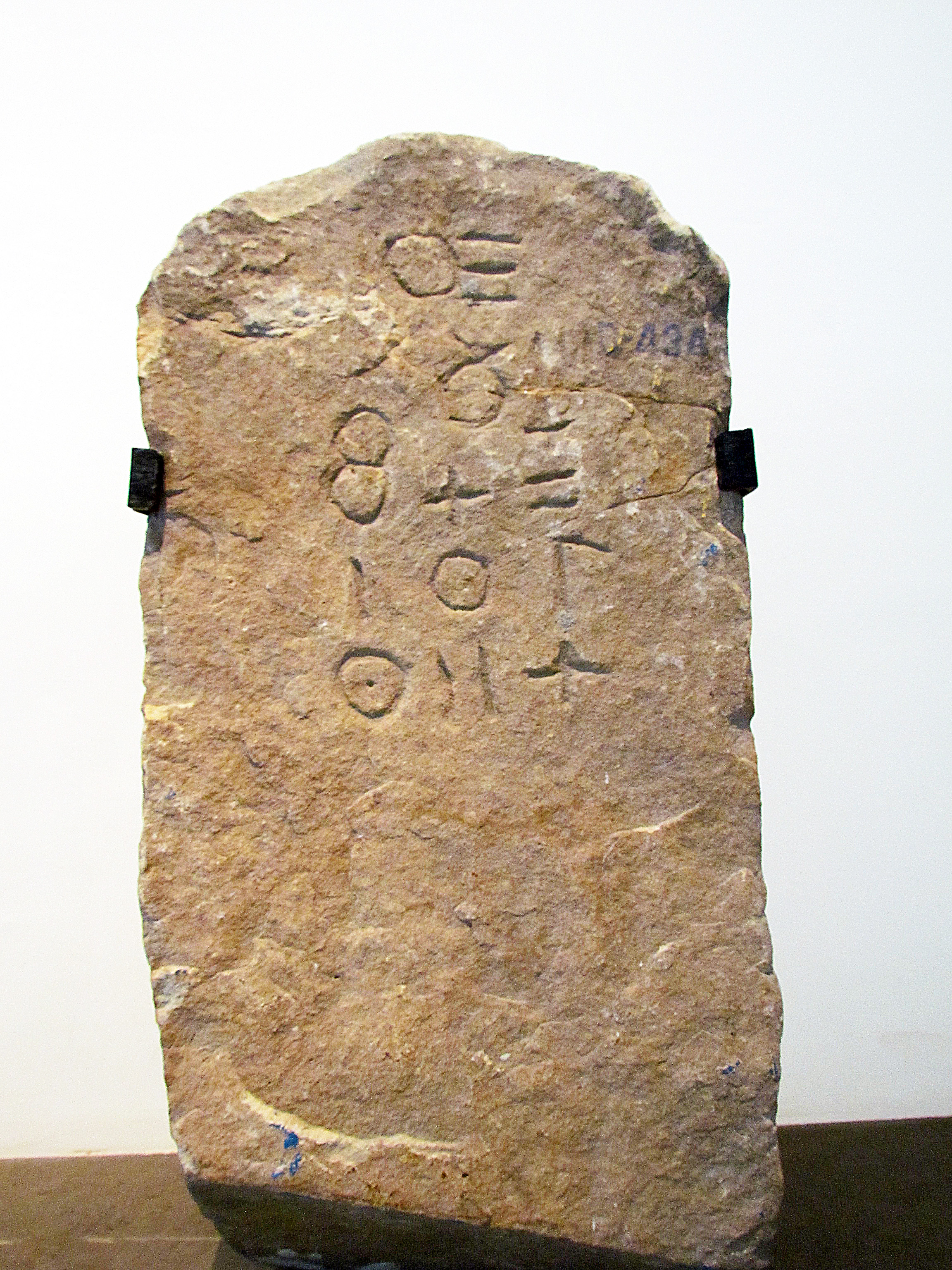
نقش لحروف اللغة النوميدية

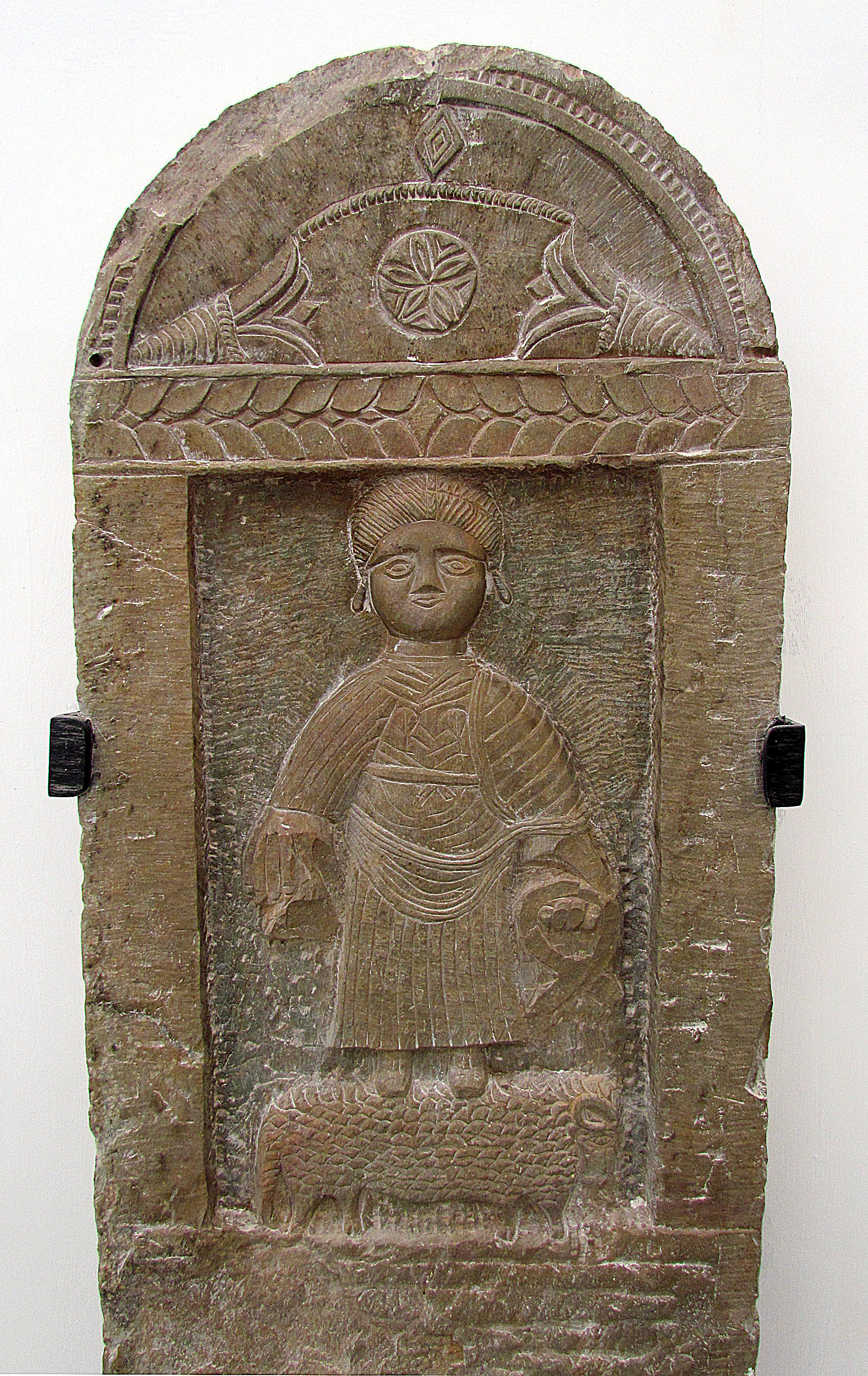
نقش نوميدي في متحف باردو

من أهم إنجازات الملك ماسينيسا في تاريخ الحضارة النوميدية، أنه وحد القبائل والممالك الأمازيغية تحت شعار "أفريقيا للأفارقة"، خاصة القبائل التي كانت تسكن بين منطقتي طرابلس الليبية شرقًا ونهر ملوية غربًا، وبذلك أسّس مملكة نوميديا العظمى المستقلة عن الحكم القرطاجي، ومن أسباب توحيد "مملكة نوميديا" أن الملك ماسينيسا كان يعتمد على أسس السياسية التقليدية، كالاعتماد على المصاهرات والتعاقد مع زعماء القبائل واستغلال الشعور الوطني المبني على الهوية الأمازيغية، وإيقاظ المشاعر الدينية في خدمة الشعور الوطني والاعتماد على الحروب فقط عند الضرورة القصوى، كما أن الأداة الأساسية لتحقيق هذا المشروع السياسي بتوحيد الدولة هي الجيش، فقد أحكم تنظيمه ليشتهر ببسالته وإمكانياته الحربية، والملاحظ أن الأمازيغ النواميد تحلوا بالانضباط والتمسك بالملكية، بحيث سادت في أوطانهم عبادة (الملك-الإله) وانتقل الحكم وراثيًا في بيت ماسينيسا. ومن جهة أخرى في تاريخ الحضارة النوميدية، فقد أرسى ماسينيسا مملكة أمازيغية عاصمتها سيرتا التي بناها في منطقة مسيجة بالجبال المنيعة وهي جبال الأوراس العتيدة، وقد جعل للمدينة أسوارًا وحصونًا، وقسم المدينة إلى أحياء سكنية وتجارية ومرافق عمومية وإدارية ودينية، وقد تأثر ماسينيسا في بناء مدينته بالحضارة القرطاجية والحضارة اليونانية. كما عمل ماسينيسا أيضًا على وضع أبجدية أمازيغية محلية تسمى بكتابة "تيفيناغ"، متأثرًا في ذلك بالحضارة الفينيقية الكنعانية والحروف البونيقية القرطاجية، ومن أسباب إقبال الأمازيغيين النوميد على اللغة الفينيقية الكنعانية هو التقارب العرقي والوجداني واللغوي بين اللغتين. أما من الناحية الاجتماعية في تاريخ الحضارة النوميدية، فقد حفز ماسينيسا الأمازيغيين البدو والرعاة منهم في المناطق الجبلية الداخلية على الاستقرار في المدن والقرى مثل النوميد الذين يعشون في المدن الساحلية مستقرين منذ الازل، وهذا لخلق اقتصاد زراعي يعتمد على الحبوب والفواكه والثمار والسمك؛ مما جعل القطاع الزراعي يعرف فائضًا في الإنتاج بسبب التأثر بتقنيات الزراعة المستوردة من اليونان وروما، ومن ثم يلتجئ ماسينيسا وملوك نوميديا إلى تصدير ذلك الفائض لتعويض النقص الذي يعاني منه على مستوى الواردات، ومن هنا يمكن القول بأن ماسينيسا هو الذي حضّر شعبه وأخرجه من البداوة إلى المدنية والاستقرار الاجتماعي، وفي هذا يقول بوليب: "هذا أعظم وأعجب ما قام به ماسينيسا، كانت نوميديا قبله أرضًا لا فائدة ترجى منها، وكانت تعدّ -بحكم طبيعتها- قاحلة لا تنتج شيئًا، فهو الأول الذي أبان أن بإمكانها أن تدر جميع الخيرات مثل أية مقاطعة أخرى، لأنه أحيى أراضي شاسعة فأخصبت إخصابا". ولتحريك العملية الاقتصادية والتجارية داخل مملكة نوميديا كما يخبرنا تاريخ الحضارة النوميدية، فرض ماسينيسا الجبايات والضرائب على السكان، وفتح مملكته للتجار اليونانيين، وسك عملة نقدية نحاسية وبرونزية تنم عن الرغبة في الاستقلال والتعبير عن قوة مملكة نوميديا سياسيًا واقتصاديًا، ويشير وجه العملة إلى رأس ماسينيسا وفوقه تاج الملك والسيادة وخلفه صولجان الحكم، وأمام وجهه تتدلى سنبلة قمح، ويظهر لنا من خلال قراءتنا لمكونات العملة مدى تأثر ماسينيسا بالحضارة الإغريقية المقدونية. فيما يتعلق بالمجال العسكري، فقد كان ماسينيسا أسطورةً في تاريخ الحضارة النوميدية، فكان قائدًا حربيًا محنكًا ورجلًا عسكريًا مدربًا على أحدث الطرق الحربية المنظمة وخاصة الطريقتين: الرومانية واليونانية. وهذا ما دفعه ليعد جيشًا أمازيغيًا موحدًا عتيدًا يجمع بين المشاة والفرسان، كما كان يملك أسطولًا تجاريًا وحربي قويًا يُسهم في إثراء المبادلات التجارية بين الشعوب الأخرى، وكان يتوفر له أيضًا أسطول بحري عتيد للدفاع عن حدود "نوميديا". وعلى المستوى الخارجي، ربط ماسينيسا علاقات ودية مع روما عدوة قرطاجة، ومع اليونان التي كان يجلب منها العلماء والخبراء والفنانين والأدباء، هذا وقد انتشرت في عهد ماسينيسا الثقافة البونية بين الأمازيغيين أكثر من ذي قبل، مع معاداته لقرطاجة، وأحضر إلى العاصمة سيرتا عددًا من الأدباء والفنانين اليونان، فجعلوا منها مدينة "راقية" في حياتها المادية والفكرية، وكان الملك نفسه معجبا بالحضارة اليونانية، وكان يعمل بتقاليد الملوك اليونانيين فأكل في الآنية الفضية والذهبية، واتخذ جوقة من الموسيقيين الإغريق، ولا شك أن التجار اليونانيين كانوا يروجون بضاعتهم بفضل ولوعه بكل ما هو يونانيّ".
الممالك النوميدية في المصادر التاريخية
أشار "شارل أندري جوليان" إلى وجود شكل من أشكال الدولة في هذه المنطقة قـديمًا حين قال: "والغالب على الظن أن الممالك الوطنية قد تكونت بعد أن يجمع بعض القادة قبائل عديدة تحت سـلطانه، بما له من هيبة، أو عن طريق القسر والغلبة ..."، كما تحدّث "بوليب" خلال الحرب البونيقية الثانية (218 - 201 ق.م) عـن ممالـك نوميديـة، لكننـا لا نعـرف بالضـبط الفترة التاريخية التي تعود إليها، وذلك نتيجـة عـدم وجود أي دليـل كتـابي أو أثـري يثبـت وجودهـا قبـل هـذا التـاريخ، وقـد أوردت نفـس المصـادر الـدور الفعـال الـذي لعبتـه هـذه الممالك من تاريخ (الحضارة النوميدية) في التـأثير علـى أطـراف الحـرب البونيـة سـواء قرطاجـة أو الرومـان، وهـو ما يظهـر التطـور العسـكري والسياسي الـذي وصلته في تلـك الفـترة، وممـا يؤكـد وجودهـا وجـود جـذور تاريخيـة لها في فـترة أقـدم مـن القـرن الثالـث ق.م.

## أعلام نوميديا
- مارتيانوس كابيلا: كاتب لاتيني
- أوغسطينوس: فيلسوف ومفكر لاهوتي

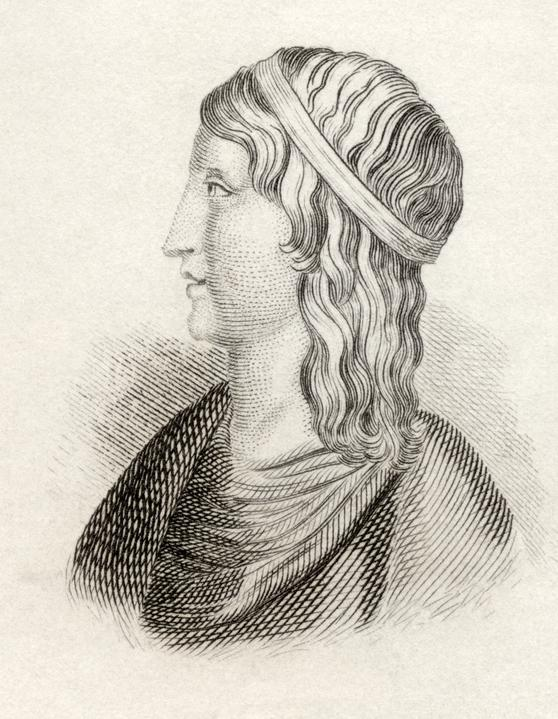
لوكيوس أبوليوس المادوري، صاحب أول رواية في التاريخ: الحمار الذهبي ذات البعدين الفلسفي والديني

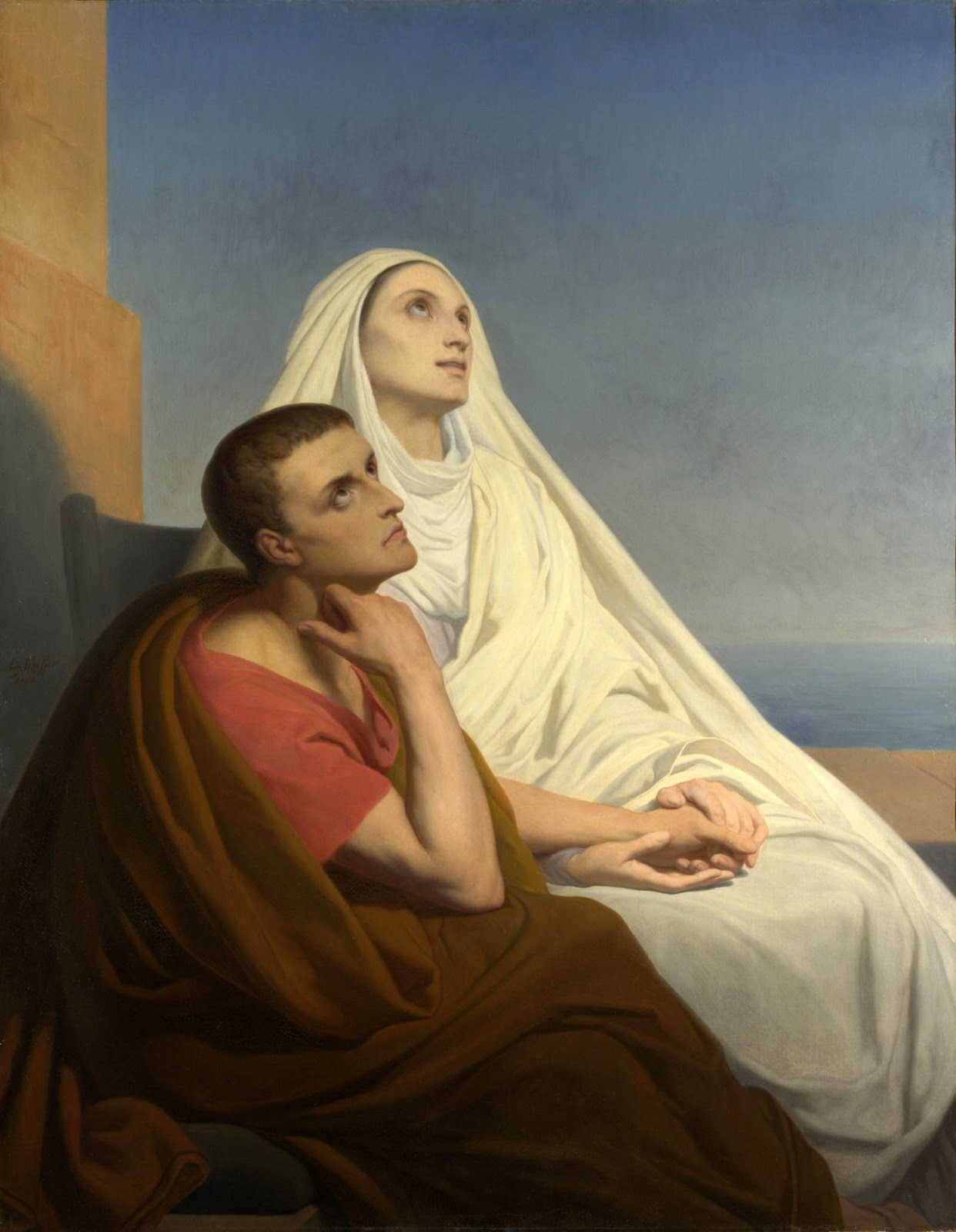
القديسة مونيكا
وأبنها أوغسطينوس

- أليبيوس الطاغاسطي: قديس صديق أغسطين.
- ماريوس فيكتورينوس: فيلسوف أبن تيفاش
- لوكيوس أبوليوس المادوري: كاتب
- مكسميوس العالم بقواعد لغة لاتينية وغيرهم.
- تاكفاريناس: قائد عسكري ومقاوم
- مونيكا: قديسة عند المسيحيين. اشتهرت بإيمانها الشديد، وكانت سببا في اعتناق ابنها أوغسطينوس للمسيحية. وهي أول من سميت بهذا الاسم.
- كسيلة قائد
- الكاهنة ديهيا ملكة
- طارق بن زياد[33]، قائد عسكري مسلم، قاد الفتح الإسلامي لشبه الجزيرة الأيبيرية.

## معرض الصور للخرائط

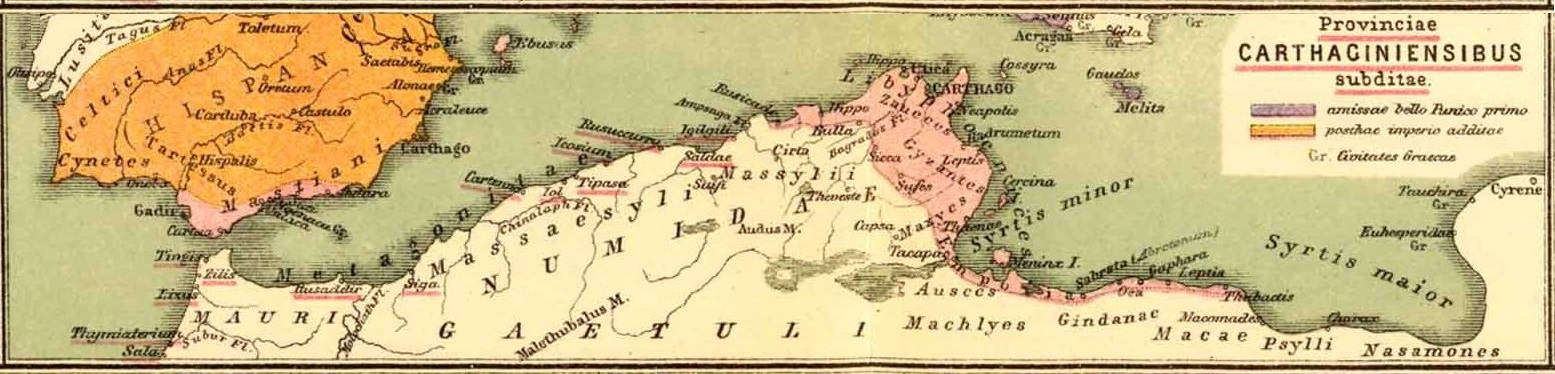
مملكة نوميديا
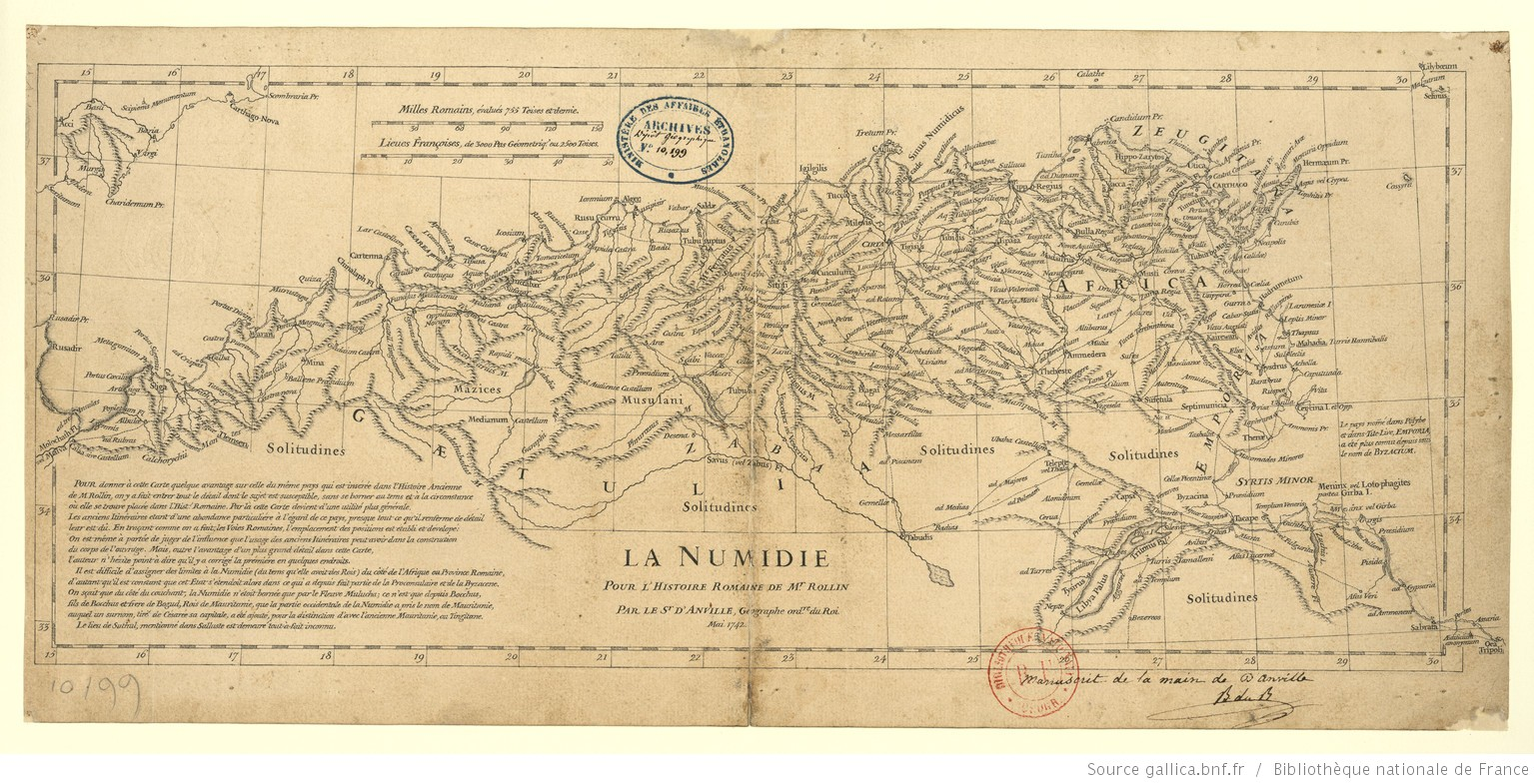
خريطة تعود إلى عام 1742 توضح نوميديا مملكة نوميديا
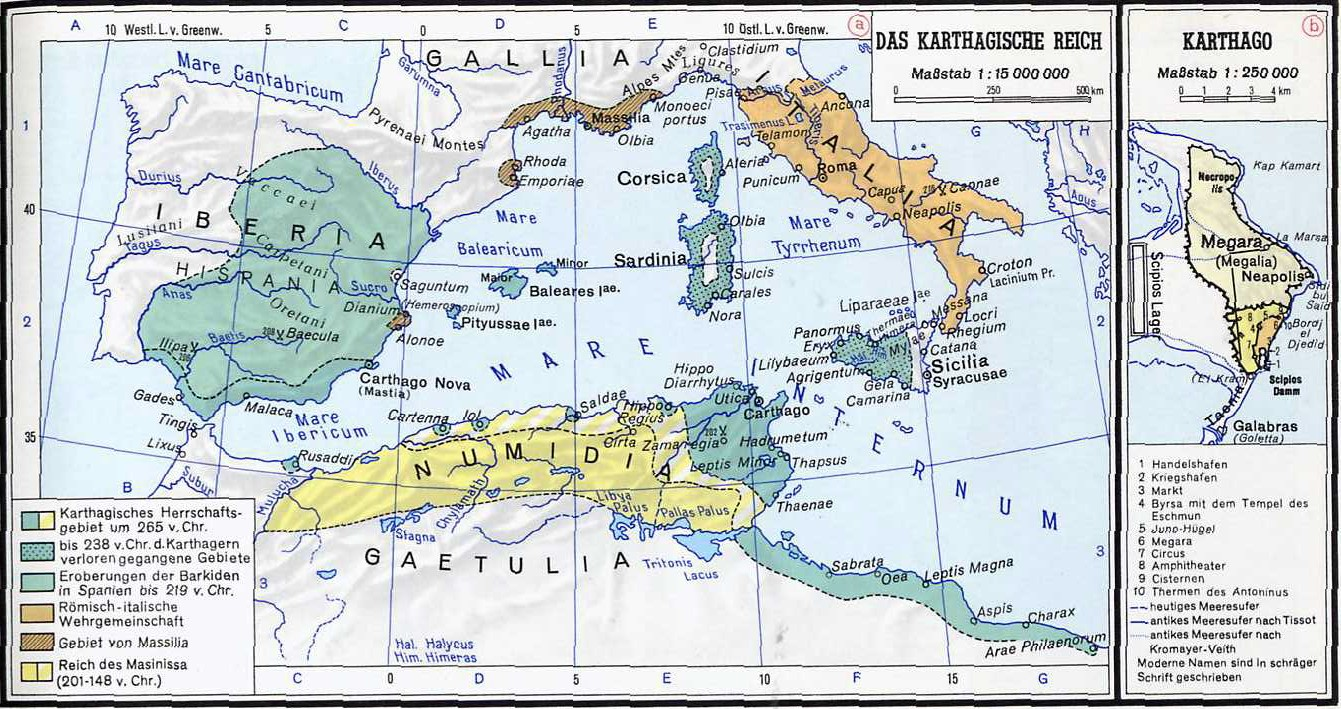
مملكة نوميديا
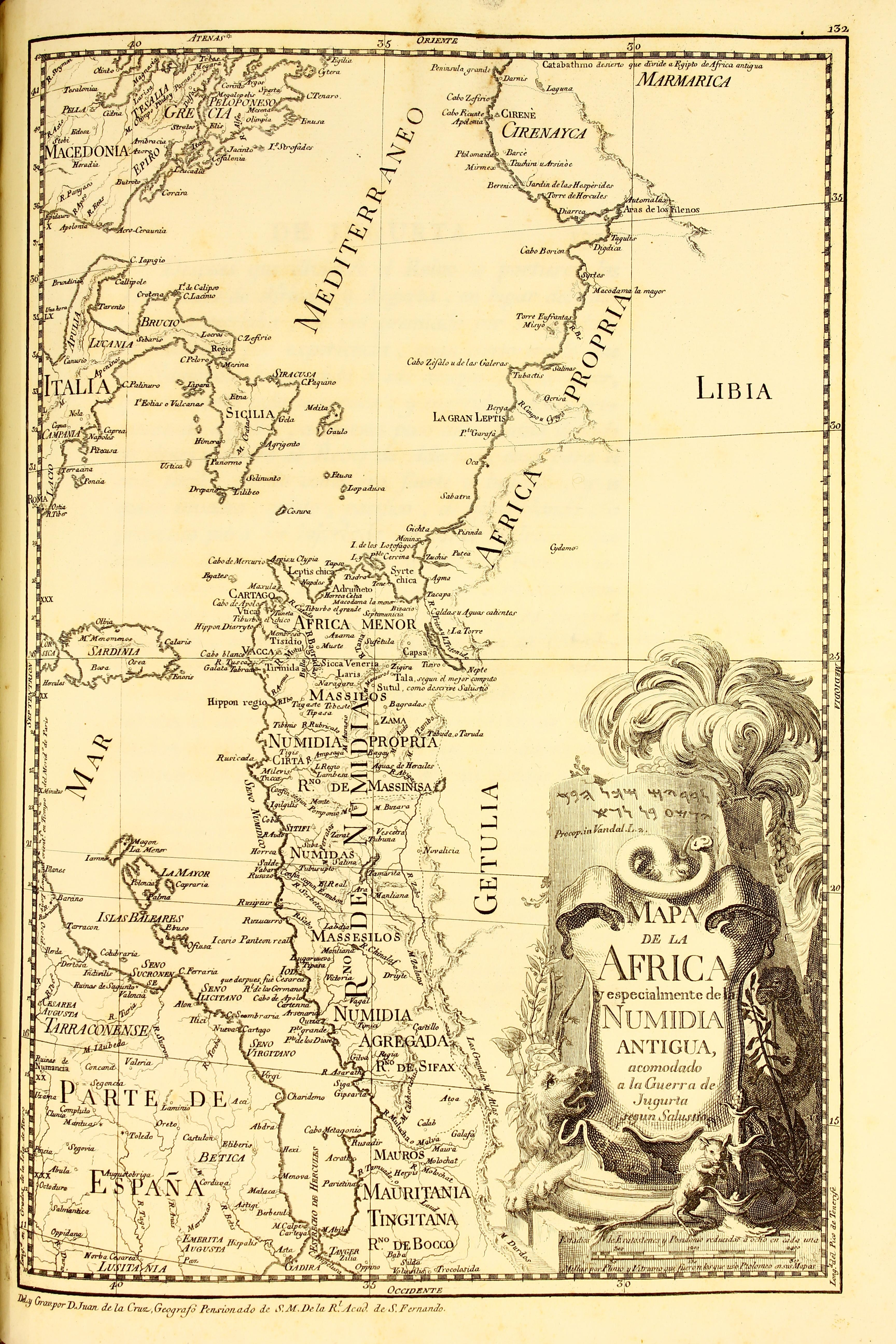
مملكة نوميديا
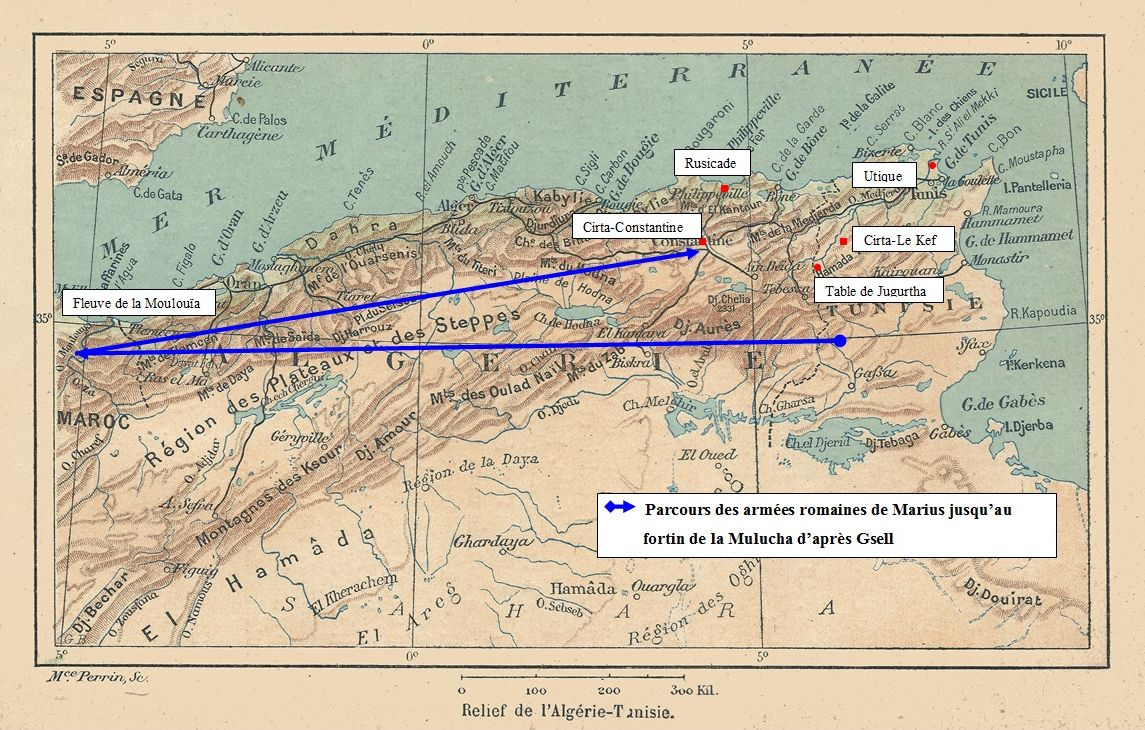
مملكة نوميديا
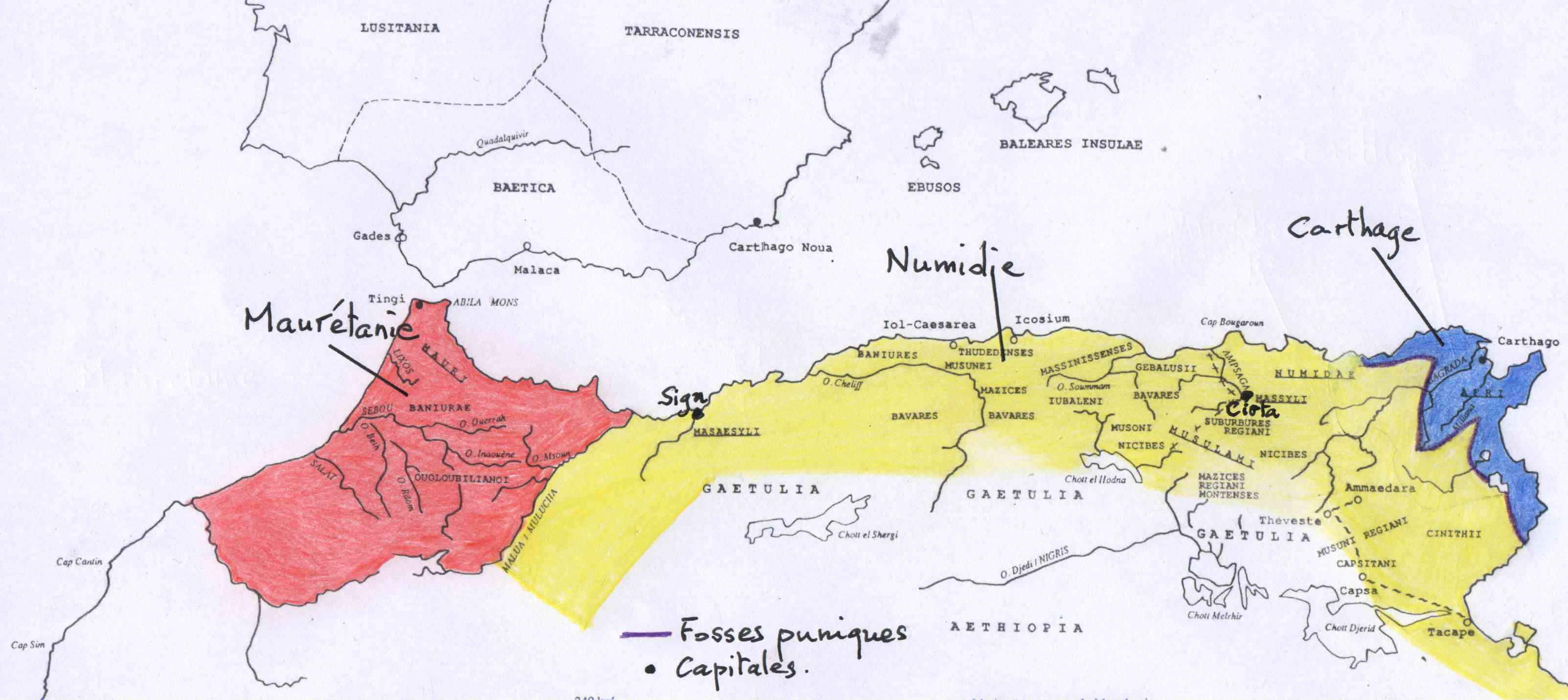
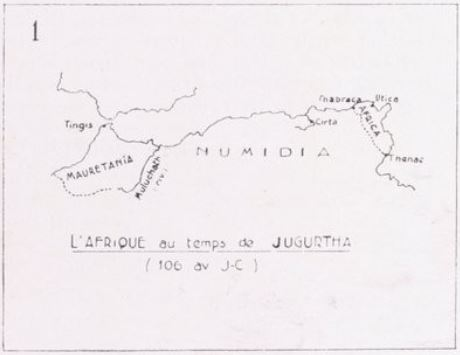
نوميديا
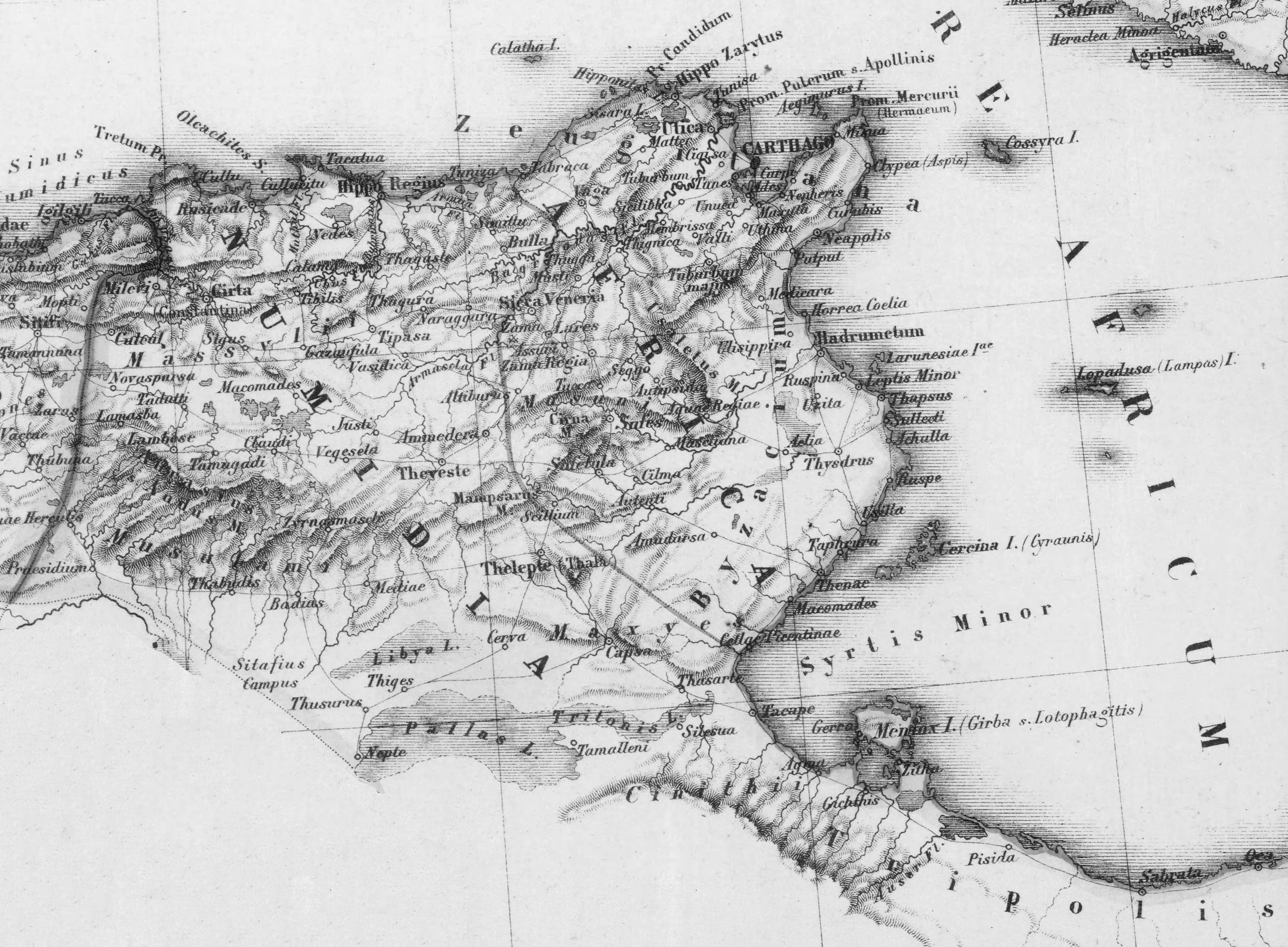
نوميديا الشرقية
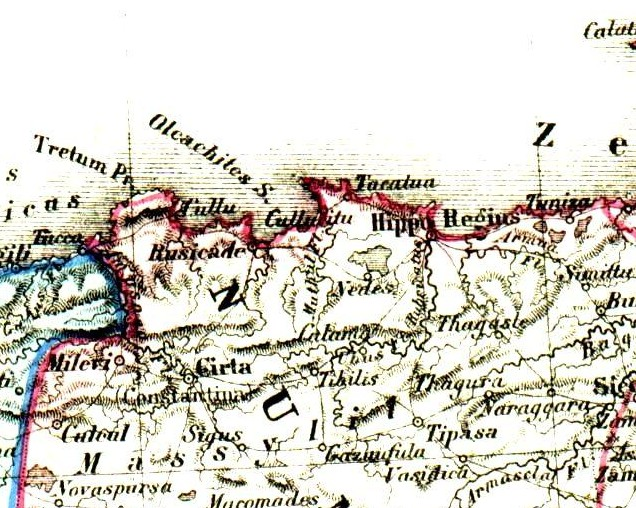
مقاطعة هيبون في نوميديا الشرقية

## وصلات خارجية
- ماسينيسا مؤسس الدولة النوميدية الموحدة
- البوابة الثقافية الشاوية
- معلومات عن مملكة نوميديا